# Llista d'asteroides (433001-434000)
Llista d'asteroides del 433.001 al 434.000, amb data de descoberta i descobridor. És un fragment de la llista d'asteroides completa. Als asteroides se'ls dona un número quan es confirma la seva òrbita, per tant apareixen llistats aproximadament segons la data de descobriment.

## 433001– 433100
| Nom    | Designació provisional | Data de descobriment   | Lloc de descobriment | Descobridor/s          |
| ------ | ---------------------- | ---------------------- | -------------------- | ---------------------- |
| 433001 | 2012 QM29              | 15 de juny de 2010     | WISE                 | WISE                   |
| 433002 | 2012 QU31              | 19 de setembre de 2003 | Kitt Peak            | Spacewatch             |
| 433003 | 2012 QE39              | 13 de maig de 2010     | Mount Lemmon         | Mt. Lemmon Survey      |
| 433004 | 2012 QQ41              | 19 de juliol de 2012   | Siding Spring        | Siding Spring Survey   |
| 433005 | 2012 QH45              | 30 d'abril de 2011     | Mount Lemmon         | Mt. Lemmon Survey      |
| 433006 | 2012 QF51              | 27 de gener de 2007    | Kitt Peak            | Spacewatch             |
| 433007 | 2012 RS6               | 28 de maig de 2011     | Mount Lemmon         | Mt. Lemmon Survey      |
| 433008 | 2012 RC10              | 14 d'octubre de 2007   | Mount Lemmon         | Mt. Lemmon Survey      |
| 433009 | 2012 RY15              | 20 de gener de 2009    | Mount Lemmon         | Mt. Lemmon Survey      |
| 433010 | 2012 RT18              | 19 d'agost de 2008     | Siding Spring        | Siding Spring Survey   |
| 433011 | 2012 RC19              | 18 de març de 2010     | Kitt Peak            | Spacewatch             |
| 433012 | 2012 RO19              | 23 d'agost de 2008     | Siding Spring        | Siding Spring Survey   |
| 433013 | 2012 RT19              | 11 de març de 2005     | Mount Lemmon         | Mt. Lemmon Survey      |
| 433014 | 2012 RO21              | 29 d'octubre de 2003   | Kitt Peak            | Spacewatch             |
| 433015 | 2012 RE26              | 1 de novembre de 2005  | Mount Lemmon         | Mt. Lemmon Survey      |
| 433016 | 2012 RR28              | 4 de juny de 2003      | Kitt Peak            | Spacewatch             |
| 433017 | 2012 RO29              | 20 de novembre de 2009 | Kitt Peak            | Spacewatch             |
| 433018 | 2012 RM32              | 20 d'abril de 2004     | Kitt Peak            | Spacewatch             |
| 433019 | 2012 RW34              | 11 de novembre de 2006 | Kitt Peak            | Spacewatch             |
| 433020 | 2012 RP38              | 18 de març de 2010     | Mount Lemmon         | Mt. Lemmon Survey      |
| 433021 | 2012 RB39              | 4 d'octubre de 2006    | Mount Lemmon         | Mt. Lemmon Survey      |
| 433022 | 2012 RZ40              | 4 de novembre de 2004  | Kitt Peak            | Spacewatch             |
| 433023 | 2012 RJ41              | 24 de novembre de 2003 | Anderson Mesa        | LONEOS                 |
| 433024 | 2012 SY                | 20 d'abril de 2007     | Kitt Peak            | Spacewatch             |
| 433025 | 2012 SJ4               | 19 de setembre de 2006 | Catalina             | CSS                    |
| 433026 | 2012 SW4               | 10 de març de 2010     | XuYi                 | PMO NEO Survey Program |
| 433027 | 2012 SM5               | 14 de setembre de 2012 | Catalina             | CSS                    |
| 433028 | 2012 SU7               | 26 de maig de 2000     | Kitt Peak            | Spacewatch             |
| 433029 | 2012 SK11              | 8 de novembre de 2008  | Kitt Peak            | Spacewatch             |
| 433030 | 2012 SV11              | 16 de setembre de 2003 | Kitt Peak            | Spacewatch             |
| 433031 | 2012 SS12              | 22 de maig de 2003     | Kitt Peak            | Spacewatch             |
| 433032 | 2012 SQ13              | 11 de març de 2005     | Mount Lemmon         | Mt. Lemmon Survey      |
| 433033 | 2012 SW16              | 2 d'octubre de 1995    | Kitt Peak            | Spacewatch             |
| 433034 | 2012 SZ17              | 19 d'octubre de 2007   | Kitt Peak            | Spacewatch             |
| 433035 | 2012 SZ18              | 9 d'octubre de 2008    | Kitt Peak            | Spacewatch             |
| 433036 | 2012 SE25              | 10 d'octubre de 2007   | Mount Lemmon         | Mt. Lemmon Survey      |
| 433037 | 2012 SY25              | 13 d'abril de 2011     | Mount Lemmon         | Mt. Lemmon Survey      |
| 433038 | 2012 SP26              | 23 de setembre de 2008 | Mount Lemmon         | Mt. Lemmon Survey      |
| 433039 | 2012 SS26              | 12 de setembre de 2006 | Catalina             | CSS                    |
| 433040 | 2012 SU28              | 28 de setembre de 2003 | Anderson Mesa        | LONEOS                 |
| 433041 | 2012 SL32              | 13 de setembre de 2007 | Mount Lemmon         | Mt. Lemmon Survey      |
| 433042 | 2012 SX32              | 8 de juny de 2007      | Kitt Peak            | Spacewatch             |
| 433043 | 2012 SK36              | 7 de novembre de 2008  | Mount Lemmon         | Mt. Lemmon Survey      |
| 433044 | 2012 SF37              | 11 de setembre de 2007 | Mount Lemmon         | Mt. Lemmon Survey      |
| 433045 | 2012 SR39              | 18 de setembre de 2003 | Kitt Peak            | Spacewatch             |
| 433046 | 2012 SP43              | 14 de setembre de 2012 | Catalina             | CSS                    |
| 433047 | 2012 SG46              | 15 de maig de 2007     | Mount Lemmon         | Mt. Lemmon Survey      |
| 433048 | 2012 SV49              | 5 de maig de 2006      | Mount Lemmon         | Mt. Lemmon Survey      |
| 433049 | 2012 SJ51              | 13 de febrer de 2010   | Mount Lemmon         | Mt. Lemmon Survey      |
| 433050 | 2012 SS54              | 11 d'octubre de 2001   | Kitt Peak            | Spacewatch             |
| 433051 | 2012 SY57              | 23 de març de 2004     | Kitt Peak            | Spacewatch             |
| 433052 | 2012 ST60              | 2 de març de 2006      | Mount Lemmon         | Mt. Lemmon Survey      |
| 433053 | 2012 SD62              | 12 de setembre de 2007 | Mount Lemmon         | Mt. Lemmon Survey      |
| 433054 | 2012 SC63              | 6 de novembre de 2008  | Kitt Peak            | Spacewatch             |
| 433055 | 2012 SZ63              | 14 d'agost de 2006     | Siding Spring        | Siding Spring Survey   |
| 433056 | 2012 TC1               | 10 d'octubre de 2007   | Mount Lemmon         | Mt. Lemmon Survey      |
| 433057 | 2012 TK6               | 28 d'octubre de 2005   | Catalina             | CSS                    |
| 433058 | 2012 TN11              | 23 d'octubre de 1995   | Kitt Peak            | Spacewatch             |
| 433059 | 2012 TS16              | 10 d'octubre de 1996   | Kitt Peak            | Spacewatch             |
| 433060 | 2012 TM17              | 5 d'octubre de 2012    | Mount Lemmon         | Mt. Lemmon Survey      |
| 433061 | 2012 TL18              | 23 de març de 2006     | Kitt Peak            | Spacewatch             |
| 433062 | 2012 TP21              | 9 de setembre de 2008  | Mount Lemmon         | Mt. Lemmon Survey      |
| 433063 | 2012 TS21              | 2 de febrer de 2009    | Kitt Peak            | Spacewatch             |
| 433064 | 2012 TF23              | 9 de maig de 2010      | Mount Lemmon         | Mt. Lemmon Survey      |
| 433065 | 2012 TS24              | 8 d'octubre de 2012    | Mount Lemmon         | Mt. Lemmon Survey      |
| 433066 | 2012 TA26              | 31 de gener de 2009    | Mount Lemmon         | Mt. Lemmon Survey      |
| 433067 | 2012 TY27              | 10 d'abril de 2010     | Mount Lemmon         | Mt. Lemmon Survey      |
| 433068 | 2012 TY28              | 14 de setembre de 2007 | Mount Lemmon         | Mt. Lemmon Survey      |
| 433069 | 2012 TX31              | 20 d'octubre de 2007   | Mount Lemmon         | Mt. Lemmon Survey      |
| 433070 | 2012 TN39              | 18 de novembre de 2007 | Mount Lemmon         | Mt. Lemmon Survey      |
| 433071 | 2012 TW41              | 24 de setembre de 2008 | Kitt Peak            | Spacewatch             |
| 433072 | 2012 TZ42              | 8 de març de 2005      | Mount Lemmon         | Mt. Lemmon Survey      |
| 433073 | 2012 TV48              | 24 de setembre de 1995 | Kitt Peak            | Spacewatch             |
| 433074 | 2012 TA49              | 29 d'abril de 2011     | Mount Lemmon         | Mt. Lemmon Survey      |
| 433075 | 2012 TU57              | 16 d'octubre de 2007   | Mount Lemmon         | Mt. Lemmon Survey      |
| 433076 | 2012 TG58              | 1 de novembre de 2007  | Kitt Peak            | Spacewatch             |
| 433077 | 2012 TY59              | 10 d'abril de 2010     | Mount Lemmon         | Mt. Lemmon Survey      |
| 433078 | 2012 TB60              | 18 de febrer de 2010   | Kitt Peak            | Spacewatch             |
| 433079 | 2012 TU66              | 19 d'octubre de 2006   | Kitt Peak            | Spacewatch             |
| 433080 | 2012 TW66              | 16 d'octubre de 2007   | Kitt Peak            | Spacewatch             |
| 433081 | 2012 TP73              | 28 de gener de 2004    | Kitt Peak            | Spacewatch             |
| 433082 | 2012 TY73              | 20 d'octubre de 2007   | Mount Lemmon         | Mt. Lemmon Survey      |
| 433083 | 2012 TR75              | 7 de març de 2011      | Siding Spring        | Siding Spring Survey   |
| 433084 | 2012 TY75              | 21 d'octubre de 2006   | Kitt Peak            | Spacewatch             |
| 433085 | 2012 TL76              | 12 d'abril de 2002     | Socorro              | LINEAR                 |
| 433086 | 2012 TD78              | 18 de gener de 2009    | Kitt Peak            | Spacewatch             |
| 433087 | 2012 TW81              | 26 de setembre de 1995 | Kitt Peak            | Spacewatch             |
| 433088 | 2012 TB85              | 16 d'abril de 2004     | Kitt Peak            | Spacewatch             |
| 433089 | 2012 TB86              | 9 de novembre de 2007  | Kitt Peak            | Spacewatch             |
| 433090 | 2012 TO86              | 31 de gener de 2009    | Mount Lemmon         | Mt. Lemmon Survey      |
| 433091 | 2012 TD87              | 22 de setembre de 2008 | Mount Lemmon         | Mt. Lemmon Survey      |
| 433092 | 2012 TR87              | 2 d'abril de 2005      | Mount Lemmon         | Mt. Lemmon Survey      |
| 433093 | 2012 TS87              | 19 de setembre de 2007 | Kitt Peak            | Spacewatch             |
| 433094 | 2012 TL90              | 8 d'octubre de 2007    | Mount Lemmon         | Mt. Lemmon Survey      |
| 433095 | 2012 TA92              | 22 de setembre de 2008 | Kitt Peak            | Spacewatch             |
| 433096 | 2012 TV93              | 11 de març de 2005     | Mount Lemmon         | Mt. Lemmon Survey      |
| 433097 | 2012 TD95              | 27 d'agost de 2006     | Kitt Peak            | Spacewatch             |
| 433098 | 2012 TC97              | 8 d'octubre de 2012    | Kitt Peak            | Spacewatch             |
| 433099 | 2012 TM97              | 7 d'abril de 2005      | Kitt Peak            | Spacewatch             |
| 433100 | 2012 TS99              | 19 de setembre de 1995 | Kitt Peak            | Spacewatch             |

## 433101– 433200
| Nom    | Designació provisional | Data de descobriment   | Lloc de descobriment | Descobridor/s        |
| ------ | ---------------------- | ---------------------- | -------------------- | -------------------- |
| 433101 | 2012 TY103             | 16 de març de 2004     | Kitt Peak            | Spacewatch           |
| 433102 | 2012 TG105             | 29 d'agost de 2006     | Kitt Peak            | Spacewatch           |
| 433103 | 2012 TU106             | 11 d'octubre de 1996   | Kitt Peak            | Spacewatch           |
| 433104 | 2012 TP108             | 16 de gener de 2009    | Kitt Peak            | Spacewatch           |
| 433105 | 2012 TG110             | 20 de gener de 2009    | Kitt Peak            | Spacewatch           |
| 433106 | 2012 TV114             | 8 d'abril de 2010      | Catalina             | CSS                  |
| 433107 | 2012 TP122             | 28 de setembre de 2008 | Mount Lemmon         | Mt. Lemmon Survey    |
| 433108 | 2012 TN123             | 11 de juliol de 2005   | Kitt Peak            | Spacewatch           |
| 433109 | 2012 TP123             | 20 d'octubre de 2003   | Kitt Peak            | Spacewatch           |
| 433110 | 2012 TE125             | 30 d'abril de 2011     | Mount Lemmon         | Mt. Lemmon Survey    |
| 433111 | 2012 TM125             | 12 de setembre de 2001 | Socorro              | LINEAR               |
| 433112 | 2012 TO132             | 25 de setembre de 2007 | Mount Lemmon         | Mt. Lemmon Survey    |
| 433113 | 2012 TU133             | 30 de desembre de 2005 | Kitt Peak            | Spacewatch           |
| 433114 | 2012 TQ136             | 24 de setembre de 2012 | Kitt Peak            | Spacewatch           |
| 433115 | 2012 TM138             | 20 d'abril de 2007     | Mount Lemmon         | Mt. Lemmon Survey    |
| 433116 | 2012 TH143             | 16 d'octubre de 2003   | Kitt Peak            | Spacewatch           |
| 433117 | 2012 TM150             | 24 de febrer de 2006   | Kitt Peak            | Spacewatch           |
| 433118 | 2012 TO160             | 4 d'abril de 2005      | Mount Lemmon         | Mt. Lemmon Survey    |
| 433119 | 2012 TE161             | 30 de setembre de 2006 | Mount Lemmon         | Mt. Lemmon Survey    |
| 433120 | 2012 TE167             | 2 d'abril de 2006      | Kitt Peak            | Spacewatch           |
| 433121 | 2012 TD170             | 18 d'octubre de 2007   | Mount Lemmon         | Mt. Lemmon Survey    |
| 433122 | 2012 TO170             | 25 de març de 2006     | Kitt Peak            | Spacewatch           |
| 433123 | 2012 TQ171             | 2 d'octubre de 1999    | Kitt Peak            | Spacewatch           |
| 433124 | 2012 TR173             | 7 de maig de 2000      | Kitt Peak            | Spacewatch           |
| 433125 | 2012 TS174             | 10 de setembre de 2007 | Mount Lemmon         | Mt. Lemmon Survey    |
| 433126 | 2012 TV175             | 22 de setembre de 2008 | Kitt Peak            | Spacewatch           |
| 433127 | 2012 TB176             | 13 de maig de 2007     | Mount Lemmon         | Mt. Lemmon Survey    |
| 433128 | 2012 TE181             | 18 d'agost de 2006     | Kitt Peak            | Spacewatch           |
| 433129 | 2012 TM184             | 11 de setembre de 2007 | Mount Lemmon         | Mt. Lemmon Survey    |
| 433130 | 2012 TZ185             | 10 de juny de 2007     | Siding Spring        | Siding Spring Survey |
| 433131 | 2012 TK188             | 4 de març de 2006      | Kitt Peak            | Spacewatch           |
| 433132 | 2012 TG191             | 6 de desembre de 2005  | Kitt Peak            | Spacewatch           |
| 433133 | 2012 TN194             | 18 de setembre de 1995 | Kitt Peak            | Spacewatch           |
| 433134 | 2012 TW199             | 20 de novembre de 2001 | Socorro              | LINEAR               |
| 433135 | 2012 TF204             | 10 de setembre de 2007 | Kitt Peak            | Spacewatch           |
| 433136 | 2012 TR212             | 29 d'agost de 2006     | Kitt Peak            | Spacewatch           |
| 433137 | 2012 TS217             | 16 de març de 2007     | Kitt Peak            | Spacewatch           |
| 433138 | 2012 TN221             | 9 d'octubre de 2007    | Kitt Peak            | Spacewatch           |
| 433139 | 2012 TW223             | 29 d'agost de 2006     | Kitt Peak            | Spacewatch           |
| 433140 | 2012 TF227             | 20 de setembre de 1995 | Kitt Peak            | Spacewatch           |
| 433141 | 2012 TM228             | 1 de febrer de 2006    | Kitt Peak            | Spacewatch           |
| 433142 | 2012 TQ228             | 14 de setembre de 2007 | Mount Lemmon         | Mt. Lemmon Survey    |
| 433143 | 2012 TC230             | 8 de febrer de 2010    | WISE                 | WISE                 |
| 433144 | 2012 TH231             | 26 de setembre de 2006 | Catalina             | CSS                  |
| 433145 | 2012 TD235             | 16 de març de 2004     | Campo Imperatore     | CINEOS               |
| 433146 | 2012 TA236             | 16 de gener de 2005    | Kitt Peak            | Spacewatch           |
| 433147 | 2012 TH240             | 2 de març de 2009      | Mount Lemmon         | Mt. Lemmon Survey    |
| 433148 | 2012 TJ240             | 17 de març de 2010     | Kitt Peak            | Spacewatch           |
| 433149 | 2012 TU240             | 13 de maig de 2004     | Kitt Peak            | Spacewatch           |
| 433150 | 2012 TD241             | 30 de desembre de 2007 | Mount Lemmon         | Mt. Lemmon Survey    |
| 433151 | 2012 TV241             | 3 de maig de 2005      | Kitt Peak            | Spacewatch           |
| 433152 | 2012 TY241             | 19 de setembre de 2007 | Kitt Peak            | Spacewatch           |
| 433153 | 2012 TQ242             | 5 d'octubre de 2003    | Kitt Peak            | Spacewatch           |
| 433154 | 2012 TZ242             | 3 de novembre de 2007  | Kitt Peak            | Spacewatch           |
| 433155 | 2012 TN243             | 2 de desembre de 2008  | Kitt Peak            | Spacewatch           |
| 433156 | 2012 TV244             | 26 d'octubre de 2008   | Mount Lemmon         | Mt. Lemmon Survey    |
| 433157 | 2012 TZ247             | 20 de febrer de 2006   | Kitt Peak            | Spacewatch           |
| 433158 | 2012 TN249             | 28 de setembre de 2006 | Kitt Peak            | Spacewatch           |
| 433159 | 2012 TN255             | 4 de setembre de 2008  | Kitt Peak            | Spacewatch           |
| 433160 | 2012 TY255             | 11 de setembre de 2007 | Kitt Peak            | Spacewatch           |
| 433161 | 2012 TB258             | 13 de març de 2007     | Mount Lemmon         | Mt. Lemmon Survey    |
| 433162 | 2012 TL258             | 12 d'octubre de 2004   | Kitt Peak            | Spacewatch           |
| 433163 | 2012 TF259             | 10 de setembre de 2007 | Kitt Peak            | Spacewatch           |
| 433164 | 2012 TL259             | 4 de setembre de 2007  | Mount Lemmon         | Mt. Lemmon Survey    |
| 433165 | 2012 TW260             | 6 de maig de 2006      | Mount Lemmon         | Mt. Lemmon Survey    |
| 433166 | 2012 TV263             | 7 d'octubre de 2007    | Kitt Peak            | Spacewatch           |
| 433167 | 2012 TE278             | 11 de maig de 2010     | Mount Lemmon         | Mt. Lemmon Survey    |
| 433168 | 2012 TH286             | 21 d'octubre de 2008   | Kitt Peak            | Spacewatch           |
| 433169 | 2012 TK289             | 27 d'agost de 2006     | Kitt Peak            | Spacewatch           |
| 433170 | 2012 TW289             | 31 de gener de 2009    | Mount Lemmon         | Mt. Lemmon Survey    |
| 433171 | 2012 TH291             | 15 d'octubre de 2012   | Mount Lemmon         | Mt. Lemmon Survey    |
| 433172 | 2012 TM295             | 16 d'octubre de 2007   | Catalina             | CSS                  |
| 433173 | 2012 TR295             | 17 d'octubre de 2003   | Kitt Peak            | Spacewatch           |
| 433174 | 2012 TJ296             | 19 de maig de 2005     | Mount Lemmon         | Mt. Lemmon Survey    |
| 433175 | 2012 TF298             | 9 de maig de 2005      | Kitt Peak            | Spacewatch           |
| 433176 | 2012 TL304             | 16 de març de 2007     | Mount Lemmon         | Mt. Lemmon Survey    |
| 433177 | 2012 TR305             | 4 de març de 2011      | Mount Lemmon         | Mt. Lemmon Survey    |
| 433178 | 2012 TW307             | 12 de gener de 2010    | WISE                 | WISE                 |
| 433179 | 2012 TQ308             | 15 d'octubre de 2007   | Mount Lemmon         | Mt. Lemmon Survey    |
| 433180 | 2012 TM314             | 30 de juliol de 2008   | Mount Lemmon         | Mt. Lemmon Survey    |
| 433181 | 2012 TT314             | 10 de maig de 2003     | Kitt Peak            | Spacewatch           |
| 433182 | 2012 TV314             | 13 d'octubre de 2004   | Socorro              | LINEAR               |
| 433183 | 2012 TH315             | 13 de gener de 2005    | Kitt Peak            | Spacewatch           |
| 433184 | 2012 TN317             | 17 de setembre de 2012 | Kitt Peak            | Spacewatch           |
| 433185 | 2012 TE318             | 14 de febrer de 2009   | Mount Lemmon         | Mt. Lemmon Survey    |
| 433186 | 2012 TV322             | 12 de març de 2007     | Kitt Peak            | Spacewatch           |
| 433187 | 2012 UA4               | 23 de març de 2006     | Kitt Peak            | Spacewatch           |
| 433188 | 2012 US8               | 23 de setembre de 2012 | Kitt Peak            | Spacewatch           |
| 433189 | 2012 UF13              | 16 d'octubre de 2001   | Kitt Peak            | Spacewatch           |
| 433190 | 2012 UZ17              | 13 de maig de 2010     | Mount Lemmon         | Mt. Lemmon Survey    |
| 433191 | 2012 UF19              | 1 d'octubre de 2008    | Mount Lemmon         | Mt. Lemmon Survey    |
| 433192 | 2012 UM23              | 31 de desembre de 2008 | Kitt Peak            | Spacewatch           |
| 433193 | 2012 UZ24              | 19 de novembre de 2007 | Mount Lemmon         | Mt. Lemmon Survey    |
| 433194 | 2012 UO31              | 9 de maig de 2010      | Mount Lemmon         | Mt. Lemmon Survey    |
| 433195 | 2012 UR34              | 18 de gener de 2010    | WISE                 | WISE                 |
| 433196 | 2012 UP42              | 9 d'octubre de 2007    | Mount Lemmon         | Mt. Lemmon Survey    |
| 433197 | 2012 UD47              | 19 de maig de 2010     | Mount Lemmon         | Mt. Lemmon Survey    |
| 433198 | 2012 UA49              | 28 d'octubre de 2008   | Kitt Peak            | Spacewatch           |
| 433199 | 2012 UH50              | 12 de setembre de 2006 | Catalina             | CSS                  |
| 433200 | 2012 UM51              | 21 de març de 2010     | Mount Lemmon         | Mt. Lemmon Survey    |

## 433201– 433300
| Nom    | Designació provisional | Data de descobriment   | Lloc de descobriment | Descobridor/s        |
| ------ | ---------------------- | ---------------------- | -------------------- | -------------------- |
| 433201 | 2012 UT57              | 5 d'octubre de 2003    | Kitt Peak            | Spacewatch           |
| 433202 | 2012 UX62              | 16 de novembre de 2006 | Kitt Peak            | Spacewatch           |
| 433203 | 2012 UT63              | 4 de maig de 2005      | Kitt Peak            | Spacewatch           |
| 433204 | 2012 UZ63              | 17 d'octubre de 2001   | Socorro              | LINEAR               |
| 433205 | 2012 UT75              | 10 de setembre de 2007 | Mount Lemmon         | Mt. Lemmon Survey    |
| 433206 | 2012 UG77              | 14 de setembre de 2006 | Catalina             | CSS                  |
| 433207 | 2012 UJ91              | 19 de setembre de 2003 | Kitt Peak            | Spacewatch           |
| 433208 | 2012 UH95              | 6 de setembre de 2008  | Mount Lemmon         | Mt. Lemmon Survey    |
| 433209 | 2012 UR100             | 18 de novembre de 2001 | Kitt Peak            | Spacewatch           |
| 433210 | 2012 UZ105             | 20 de setembre de 2001 | Socorro              | LINEAR               |
| 433211 | 2012 UW107             | 18 de març de 2004     | Kitt Peak            | Spacewatch           |
| 433212 | 2012 UH108             | 8 d'octubre de 2007    | Kitt Peak            | Spacewatch           |
| 433213 | 2012 UP110             | 18 d'octubre de 2003   | Anderson Mesa        | LONEOS               |
| 433214 | 2012 UU115             | 10 d'octubre de 2007   | Mount Lemmon         | Mt. Lemmon Survey    |
| 433215 | 2012 UW115             | 29 d'agost de 2006     | Kitt Peak            | Spacewatch           |
| 433216 | 2012 UM117             | 19 d'octubre de 2003   | Kitt Peak            | Spacewatch           |
| 433217 | 2012 UD128             | 17 d'octubre de 2012   | Mount Lemmon         | Mt. Lemmon Survey    |
| 433218 | 2012 UX132             | 7 de novembre de 2008  | Mount Lemmon         | Mt. Lemmon Survey    |
| 433219 | 2012 UN139             | 27 d'agost de 2006     | Kitt Peak            | Spacewatch           |
| 433220 | 2012 UZ139             | 17 de gener de 2009    | Kitt Peak            | Spacewatch           |
| 433221 | 2012 UJ140             | 22 de desembre de 2008 | Kitt Peak            | Spacewatch           |
| 433222 | 2012 UY140             | 7 de setembre de 2008  | Mount Lemmon         | Mt. Lemmon Survey    |
| 433223 | 2012 UP148             | 19 d'octubre de 1995   | Kitt Peak            | Spacewatch           |
| 433224 | 2012 UR148             | 12 de setembre de 2007 | Mount Lemmon         | Mt. Lemmon Survey    |
| 433225 | 2012 UX148             | 5 d'abril de 2010      | Kitt Peak            | Spacewatch           |
| 433226 | 2012 UY150             | 21 d'octubre de 2012   | Kitt Peak            | Spacewatch           |
| 433227 | 2012 UU159             | 2 de març de 2006      | Kitt Peak            | Spacewatch           |
| 433228 | 2012 VA1               | 17 d'octubre de 2012   | Mount Lemmon         | Mt. Lemmon Survey    |
| 433229 | 2012 VX11              | 9 d'octubre de 2007    | Mount Lemmon         | Mt. Lemmon Survey    |
| 433230 | 2012 VE13              | 13 de maig de 2011     | Mount Lemmon         | Mt. Lemmon Survey    |
| 433231 | 2012 VT14              | 29 d'agost de 2006     | Kitt Peak            | Spacewatch           |
| 433232 | 2012 VN33              | 1 de febrer de 2009    | Kitt Peak            | Spacewatch           |
| 433233 | 2012 VK43              | 21 d'agost de 2007     | Siding Spring        | Siding Spring Survey |
| 433234 | 2012 VS48              | 10 d'octubre de 2007   | Kitt Peak            | Spacewatch           |
| 433235 | 2012 VU49              | 7 d'abril de 2006      | Kitt Peak            | Spacewatch           |
| 433236 | 2012 VY52              | 17 de setembre de 1995 | Kitt Peak            | Spacewatch           |
| 433237 | 2012 VB57              | 16 d'octubre de 2012   | Kitt Peak            | Spacewatch           |
| 433238 | 2012 VR63              | 16 de setembre de 2006 | Catalina             | CSS                  |
| 433239 | 2012 VK65              | 2 de juny de 2010      | WISE                 | WISE                 |
| 433240 | 2012 VO65              | 16 d'abril de 2004     | Kitt Peak            | Spacewatch           |
| 433241 | 2012 VB68              | 27 d'octubre de 2006   | Kitt Peak            | Spacewatch           |
| 433242 | 2012 VP71              | 18 de desembre de 2001 | Socorro              | LINEAR               |
| 433243 | 2012 VS83              | 28 de setembre de 2006 | Catalina             | CSS                  |
| 433244 | 2012 VR93              | 26 de setembre de 2006 | Mount Lemmon         | Mt. Lemmon Survey    |
| 433245 | 2012 VA96              | 24 d'octubre de 1995   | Kitt Peak            | Spacewatch           |
| 433246 | 2012 VG96              | 9 d'octubre de 2012    | Mount Lemmon         | Mt. Lemmon Survey    |
| 433247 | 2012 VS96              | 7 de novembre de 2007  | Mount Lemmon         | Mt. Lemmon Survey    |
| 433248 | 2012 VB97              | 11 de novembre de 2004 | Kitt Peak            | Spacewatch           |
| 433249 | 2012 VL101             | 23 d'agost de 2001     | Kitt Peak            | Spacewatch           |
| 433250 | 2012 VP102             | 3 de març de 2009      | Kitt Peak            | Spacewatch           |
| 433251 | 2012 VT109             | 19 de maig de 2010     | Mount Lemmon         | Mt. Lemmon Survey    |
| 433252 | 2012 WR6               | 18 de març de 2009     | Kitt Peak            | Spacewatch           |
| 433253 | 2012 WO11              | 8 de maig de 2006      | Kitt Peak            | Spacewatch           |
| 433254 | 2012 WJ17              | 3 d'octubre de 2006    | Mount Lemmon         | Mt. Lemmon Survey    |
| 433255 | 2012 WP28              | 17 de novembre de 2007 | Kitt Peak            | Spacewatch           |
| 433256 | 2012 WB29              | 3 de març de 2009      | Mount Lemmon         | Mt. Lemmon Survey    |
| 433257 | 2012 XT29              | 8 de setembre de 1999  | Catalina             | CSS                  |
| 433258 | 2012 XP33              | 1 de gener de 2008     | Mount Lemmon         | Mt. Lemmon Survey    |
| 433259 | 2012 XN37              | 25 de setembre de 2006 | Catalina             | CSS                  |
| 433260 | 2012 XP63              | 10 de juliol de 2007   | Siding Spring        | Siding Spring Survey |
| 433261 | 2012 XD66              | 25 de juliol de 1995   | Kitt Peak            | Spacewatch           |
| 433262 | 2012 XQ78              | 2 de novembre de 2007  | Mount Lemmon         | Mt. Lemmon Survey    |
| 433263 | 2012 XX84              | 24 de juny de 2011     | Mount Lemmon         | Mt. Lemmon Survey    |
| 433264 | 2012 XU94              | 3 de novembre de 2007  | Mount Lemmon         | Mt. Lemmon Survey    |
| 433265 | 2012 XZ114             | 19 de novembre de 2003 | Anderson Mesa        | LONEOS               |
| 433266 | 2012 XM129             | 19 d'octubre de 2007   | Mount Lemmon         | Mt. Lemmon Survey    |
| 433267 | 2012 XW134             | 17 de desembre de 2007 | Mount Lemmon         | Mt. Lemmon Survey    |
| 433268 | 2012 XU150             | 25 de maig de 2001     | Kitt Peak            | Spacewatch           |
| 433269 | 2013 AH38              | 18 de març de 2004     | Kitt Peak            | Spacewatch           |
| 433270 | 2013 AA39              | 5 de gener de 2013     | Kitt Peak            | Spacewatch           |
| 433271 | 2013 AH56              | 13 d'octubre de 2010   | Mount Lemmon         | Mt. Lemmon Survey    |
| 433272 | 2013 AE60              | 10 de novembre de 2010 | Mount Lemmon         | Mt. Lemmon Survey    |
| 433273 | 2013 AQ76              | 10 de gener de 2013    | Mount Lemmon         | Mt. Lemmon Survey    |
| 433274 | 2013 AO91              | 20 d'octubre de 2012   | Mount Lemmon         | Mt. Lemmon Survey    |
| 433275 | 2013 AT93              | 4 de setembre de 2008  | Kitt Peak            | Spacewatch           |
| 433276 | 2013 AX100             | 18 de gener de 2010    | WISE                 | WISE                 |
| 433277 | 2013 AT108             | 8 de novembre de 2010  | Mount Lemmon         | Mt. Lemmon Survey    |
| 433278 | 2013 AB119             | 20 de febrer de 2002   | Kitt Peak            | Spacewatch           |
| 433279 | 2013 AP129             | 2 de desembre de 2010  | Mount Lemmon         | Mt. Lemmon Survey    |
| 433280 | 2013 AU130             | 5 de gener de 2013     | Kitt Peak            | Spacewatch           |
| 433281 | 2013 AW130             | 24 de setembre de 2009 | Mount Lemmon         | Mt. Lemmon Survey    |
| 433282 | 2013 AR137             | 30 d'octubre de 2010   | Mount Lemmon         | Mt. Lemmon Survey    |
| 433283 | 2013 BK                | 27 de setembre de 2009 | Mount Lemmon         | Mt. Lemmon Survey    |
| 433284 | 2013 BV                | 16 de setembre de 2009 | Kitt Peak            | Spacewatch           |
| 433285 | 2013 BP10              | 12 de novembre de 2012 | Mount Lemmon         | Mt. Lemmon Survey    |
| 433286 | 2013 BV17              | 24 d'agost de 2008     | Kitt Peak            | Spacewatch           |
| 433287 | 2013 BU44              | 15 de setembre de 2009 | Kitt Peak            | Spacewatch           |
| 433288 | 2013 BL51              | 27 de setembre de 2009 | Mount Lemmon         | Mt. Lemmon Survey    |
| 433289 | 2013 BF54              | 17 d'octubre de 2010   | Mount Lemmon         | Mt. Lemmon Survey    |
| 433290 | 2013 BW80              | 16 de gener de 2010    | WISE                 | WISE                 |
| 433291 | 2013 CB53              | 29 de setembre de 2009 | Mount Lemmon         | Mt. Lemmon Survey    |
| 433292 | 2013 CL141             | 29 de setembre de 2009 | Mount Lemmon         | Mt. Lemmon Survey    |
| 433293 | 2013 CW182             | 8 de novembre de 2010  | Kitt Peak            | Spacewatch           |
| 433294 | 2013 CO197             | 14 de setembre de 2007 | Kitt Peak            | Spacewatch           |
| 433295 | 2013 CV209             | 29 de juliol de 2008   | Mount Lemmon         | Mt. Lemmon Survey    |
| 433296 | 2013 DT7               | 29 de setembre de 2009 | Kitt Peak            | Spacewatch           |
| 433297 | 2013 DE13              | 26 d'octubre de 2009   | Mount Lemmon         | Mt. Lemmon Survey    |
| 433298 | 2013 ES2               | 1 de novembre de 2010  | Kitt Peak            | Spacewatch           |
| 433299 | 2013 ES111             | 22 de setembre de 2006 | Anderson Mesa        | LONEOS               |
| 433300 | 2013 JC51              | 1 de març de 2009      | Kitt Peak            | Spacewatch           |

## 433301– 433400
| Nom    | Designació provisional | Data de descobriment   | Lloc de descobriment | Descobridor/s        |
| ------ | ---------------------- | ---------------------- | -------------------- | -------------------- |
| 433301 | 2013 LD29              | 3 de juliol de 2008    | Siding Spring        | Siding Spring Survey |
| 433302 | 2013 LG31              | 5 de desembre de 2005  | Mount Lemmon         | Mt. Lemmon Survey    |
| 433303 | 2013 NX                | 2 de juliol de 2013    | Haleakala            | Pan-STARRS 1         |
| 433304 | 2013 NF8               | 13 de gener de 2011    | Catalina             | CSS                  |
| 433305 | 2013 ND22              | 5 de març de 2006      | Kitt Peak            | Spacewatch           |
| 433306 | 2013 OQ                | 30 d'agost de 2002     | Anderson Mesa        | LONEOS               |
| 433307 | 2013 PG6               | 12 de setembre de 2005 | Kitt Peak            | Spacewatch           |
| 433308 | 2013 PR6               | 21 de maig de 2010     | Mount Lemmon         | Mt. Lemmon Survey    |
| 433309 | 2013 PM20              | 11 de desembre de 2010 | Kitt Peak            | Spacewatch           |
| 433310 | 2013 PQ31              | 5 de desembre de 2002  | Kitt Peak            | Spacewatch           |
| 433311 | 2013 PJ33              | 26 de gener de 2004    | Anderson Mesa        | LONEOS               |
| 433312 | 2013 PJ38              | 10 de gener de 2011    | Mount Lemmon         | Mt. Lemmon Survey    |
| 433313 | 2013 PL38              | 8 de gener de 2011     | Mount Lemmon         | Mt. Lemmon Survey    |
| 433314 | 2013 PB40              | 15 de novembre de 2010 | Mount Lemmon         | Mt. Lemmon Survey    |
| 433315 | 2013 PG64              | 2 d'abril de 2005      | Mount Lemmon         | Mt. Lemmon Survey    |
| 433316 | 2013 PU73              | 4 de gener de 2011     | Mount Lemmon         | Mt. Lemmon Survey    |
| 433317 | 2013 PX73              | 8 d'abril de 2008      | Mount Lemmon         | Mt. Lemmon Survey    |
| 433318 | 2013 QC3               | 16 d'octubre de 1998   | Kitt Peak            | Spacewatch           |
| 433319 | 2013 QG26              | 16 de setembre de 2006 | Catalina             | CSS                  |
| 433320 | 2013 QS29              | 3 de febrer de 2012    | Mount Lemmon         | Mt. Lemmon Survey    |
| 433321 | 2013 QD36              | 8 de maig de 2005      | Kitt Peak            | Spacewatch           |
| 433322 | 2013 QE36              | 7 de setembre de 2008  | Mount Lemmon         | Mt. Lemmon Survey    |
| 433323 | 2013 QW57              | 30 de juliol de 2009   | Catalina             | CSS                  |
| 433324 | 2013 QL65              | 11 d'abril de 2005     | Kitt Peak            | Spacewatch           |
| 433325 | 2013 QM66              | 4 de desembre de 2005  | Kitt Peak            | Spacewatch           |
| 433326 | 2013 QP71              | 8 de novembre de 2008  | Mount Lemmon         | Mt. Lemmon Survey    |
| 433327 | 2013 QM73              | 4 d'octubre de 1999    | Socorro              | LINEAR               |
| 433328 | 2013 QY79              | 6 de desembre de 2010  | Kitt Peak            | Spacewatch           |
| 433329 | 2013 QG80              | 12 de març de 2007     | Kitt Peak            | Spacewatch           |
| 433330 | 2013 QU85              | 17 de gener de 2007    | Mount Lemmon         | Mt. Lemmon Survey    |
| 433331 | 2013 RZ                | 18 d'agost de 2006     | Kitt Peak            | Spacewatch           |
| 433332 | 2013 RE3               | 28 de gener de 2011    | Mount Lemmon         | Mt. Lemmon Survey    |
| 433333 | 2013 RO25              | 30 de juliol de 2009   | Kitt Peak            | Spacewatch           |
| 433334 | 2013 RX27              | 4 de setembre de 2013  | Mount Lemmon         | Mt. Lemmon Survey    |
| 433335 | 2013 RP30              | 16 de gener de 2011    | Mount Lemmon         | Mt. Lemmon Survey    |
| 433336 | 2013 RL35              | 23 de setembre de 2008 | Kitt Peak            | Spacewatch           |
| 433337 | 2013 RN40              | 25 de febrer de 2011   | Mount Lemmon         | Mt. Lemmon Survey    |
| 433338 | 2013 RM41              | 15 de novembre de 2006 | Mount Lemmon         | Mt. Lemmon Survey    |
| 433339 | 2013 RB43              | 28 d'octubre de 2008   | Catalina             | CSS                  |
| 433340 | 2013 RW43              | 24 d'octubre de 2003   | Socorro              | LINEAR               |
| 433341 | 2013 RO44              | 23 de gener de 2011    | Mount Lemmon         | Mt. Lemmon Survey    |
| 433342 | 2013 RP45              | 14 de març de 2007     | Kitt Peak            | Spacewatch           |
| 433343 | 2013 RS47              | 25 de setembre de 2006 | Mount Lemmon         | Mt. Lemmon Survey    |
| 433344 | 2013 RL52              | 1 d'octubre de 2009    | Mount Lemmon         | Mt. Lemmon Survey    |
| 433345 | 2013 RW62              | 18 de setembre de 2003 | Kitt Peak            | Spacewatch           |
| 433346 | 2013 RZ65              | 28 d'abril de 2012     | Mount Lemmon         | Mt. Lemmon Survey    |
| 433347 | 2013 RU66              | 17 d'agost de 2009     | Kitt Peak            | Spacewatch           |
| 433348 | 2013 RA68              | 12 de setembre de 2013 | Mount Lemmon         | Mt. Lemmon Survey    |
| 433349 | 2013 RO81              | 27 d'agost de 2009     | Kitt Peak            | Spacewatch           |
| 433350 | 2013 RY82              | 18 de desembre de 2001 | Socorro              | LINEAR               |
| 433351 | 2013 RD83              | 10 de novembre de 1999 | Kitt Peak            | Spacewatch           |
| 433352 | 2013 RU84              | 19 d'agost de 2006     | Kitt Peak            | Spacewatch           |
| 433353 | 2013 RZ84              | 19 d'octubre de 2006   | Catalina             | CSS                  |
| 433354 | 2013 RL90              | 21 de setembre de 2009 | Kitt Peak            | Spacewatch           |
| 433355 | 2013 RY91              | 27 de desembre de 2006 | Mount Lemmon         | Mt. Lemmon Survey    |
| 433356 | 2013 RJ93              | 21 d'agost de 2006     | Kitt Peak            | Spacewatch           |
| 433357 | 2013 RM93              | 18 d'octubre de 2009   | Catalina             | CSS                  |
| 433358 | 2013 RY93              | 27 de gener de 2007    | Mount Lemmon         | Mt. Lemmon Survey    |
| 433359 | 2013 RU94              | 30 de juny de 2008     | Kitt Peak            | Spacewatch           |
| 433360 | 2013 RW96              | 15 d'octubre de 2001   | Socorro              | LINEAR               |
| 433361 | 2013 SD14              | 17 de setembre de 2004 | Kitt Peak            | Spacewatch           |
| 433362 | 2013 ST22              | 9 de novembre de 2009  | Catalina             | CSS                  |
| 433363 | 2013 SN25              | 3 d'agost de 2000      | Kitt Peak            | Spacewatch           |
| 433364 | 2013 SW26              | 15 de novembre de 2010 | Mount Lemmon         | Mt. Lemmon Survey    |
| 433365 | 2013 SJ35              | 15 de desembre de 2006 | Kitt Peak            | Spacewatch           |
| 433366 | 2013 SE36              | 25 de febrer de 2011   | Mount Lemmon         | Mt. Lemmon Survey    |
| 433367 | 2013 SS37              | 15 de desembre de 2006 | Kitt Peak            | Spacewatch           |
| 433368 | 2013 SU39              | 9 d'agost de 2007      | Kitt Peak            | Spacewatch           |
| 433369 | 2013 SU42              | 19 de novembre de 2008 | Mount Lemmon         | Mt. Lemmon Survey    |
| 433370 | 2013 SL44              | 23 de gener de 2006    | Kitt Peak            | Spacewatch           |
| 433371 | 2013 SC49              | 10 de setembre de 2004 | Socorro              | LINEAR               |
| 433372 | 2013 SZ49              | 29 de maig de 2012     | Mount Lemmon         | Mt. Lemmon Survey    |
| 433373 | 2013 SD50              | 29 d'octubre de 2005   | Kitt Peak            | Spacewatch           |
| 433374 | 2013 SV50              | 2 de desembre de 2010  | Mount Lemmon         | Mt. Lemmon Survey    |
| 433375 | 2013 SH51              | 7 de setembre de 2008  | Catalina             | CSS                  |
| 433376 | 2013 SM51              | 28 de desembre de 2005 | Mount Lemmon         | Mt. Lemmon Survey    |
| 433377 | 2013 SM55              | 16 de gener de 2011    | Mount Lemmon         | Mt. Lemmon Survey    |
| 433378 | 2013 SZ56              | 19 de febrer de 2012   | Catalina             | CSS                  |
| 433379 | 2013 SV58              | 5 d'abril de 2011      | Mount Lemmon         | Mt. Lemmon Survey    |
| 433380 | 2013 SR63              | 18 d'octubre de 2006   | Kitt Peak            | Spacewatch           |
| 433381 | 2013 SB69              | 17 d'octubre de 2010   | Mount Lemmon         | Mt. Lemmon Survey    |
| 433382 | 2013 ST71              | 16 d'octubre de 2003   | Anderson Mesa        | LONEOS               |
| 433383 | 2013 SA73              | 29 de gener de 2011    | Mount Lemmon         | Mt. Lemmon Survey    |
| 433384 | 2013 SJ73              | 17 de setembre de 2006 | Anderson Mesa        | LONEOS               |
| 433385 | 2013 SZ76              | 27 de gener de 2007    | Kitt Peak            | Spacewatch           |
| 433386 | 2013 SQ80              | 13 d'octubre de 2006   | Kitt Peak            | Spacewatch           |
| 433387 | 2013 SU80              | 3 d'octubre de 1999    | Kitt Peak            | Spacewatch           |
| 433388 | 2013 SK81              | 8 d'abril de 2006      | Kitt Peak            | Spacewatch           |
| 433389 | 2013 SL81              | 2 d'abril de 2005      | Mount Lemmon         | Mt. Lemmon Survey    |
| 433390 | 2013 TV2               | 7 de setembre de 2008  | Mount Lemmon         | Mt. Lemmon Survey    |
| 433391 | 2013 TF5               | 14 de maig de 2005     | Mount Lemmon         | Mt. Lemmon Survey    |
| 433392 | 2013 TP7               | 29 d'abril de 2012     | Mount Lemmon         | Mt. Lemmon Survey    |
| 433393 | 2013 TF9               | 12 de setembre de 2007 | Catalina             | CSS                  |
| 433394 | 2013 TU9               | 23 d'agost de 2004     | Kitt Peak            | Spacewatch           |
| 433395 | 2013 TK11              | 18 de novembre de 2009 | Catalina             | CSS                  |
| 433396 | 2013 TP14              | 30 de setembre de 2000 | Kitt Peak            | Spacewatch           |
| 433397 | 2013 TM17              | 2 de gener de 2009     | Catalina             | CSS                  |
| 433398 | 2013 TL18              | 18 d'octubre de 2003   | Kitt Peak            | Spacewatch           |
| 433399 | 2013 TQ19              | 20 de setembre de 2009 | Kitt Peak            | Spacewatch           |
| 433400 | 2013 TW22              | 16 de setembre de 2003 | Kitt Peak            | Spacewatch           |

## 433401– 433500
| Nom    | Designació provisional | Data de descobriment   | Lloc de descobriment | Descobridor/s        |
| ------ | ---------------------- | ---------------------- | -------------------- | -------------------- |
| 433401 | 2013 TU23              | 5 de novembre de 2005  | Mount Lemmon         | Mt. Lemmon Survey    |
| 433402 | 2013 TV26              | 2 de desembre de 2005  | Mount Lemmon         | Mt. Lemmon Survey    |
| 433403 | 2013 TP28              | 30 de març de 2011     | Mount Lemmon         | Mt. Lemmon Survey    |
| 433404 | 2013 TT29              | 28 de setembre de 2003 | Kitt Peak            | Spacewatch           |
| 433405 | 2013 TB33              | 21 d'abril de 2009     | Kitt Peak            | Spacewatch           |
| 433406 | 2013 TV33              | 9 d'octubre de 2004    | Kitt Peak            | Spacewatch           |
| 433407 | 2013 TZ36              | 11 de desembre de 1998 | Kitt Peak            | Spacewatch           |
| 433408 | 2013 TD39              | 26 de març de 2007     | Kitt Peak            | Spacewatch           |
| 433409 | 2013 TS41              | 14 de març de 2005     | Mount Lemmon         | Mt. Lemmon Survey    |
| 433410 | 2013 TB42              | 10 de maig de 2005     | Kitt Peak            | Spacewatch           |
| 433411 | 2013 TF43              | 2 d'abril de 2000      | Kitt Peak            | Spacewatch           |
| 433412 | 2013 TJ45              | 11 de novembre de 2010 | Mount Lemmon         | Mt. Lemmon Survey    |
| 433413 | 2013 TV46              | 12 de febrer de 2008   | Mount Lemmon         | Mt. Lemmon Survey    |
| 433414 | 2013 TW48              | 14 d'abril de 2008     | Mount Lemmon         | Mt. Lemmon Survey    |
| 433415 | 2013 TJ50              | 17 d'octubre de 1995   | Kitt Peak            | Spacewatch           |
| 433416 | 2013 TC51              | 18 d'agost de 2009     | Kitt Peak            | Spacewatch           |
| 433417 | 2013 TM53              | 19 d'octubre de 2006   | Mount Lemmon         | Mt. Lemmon Survey    |
| 433418 | 2013 TW54              | 27 d'agost de 2009     | Catalina             | CSS                  |
| 433419 | 2013 TO63              | 25 d'agost de 2000     | Kitt Peak            | Spacewatch           |
| 433420 | 2013 TS66              | 3 de setembre de 2013  | Kitt Peak            | Spacewatch           |
| 433421 | 2013 TM68              | 21 de desembre de 2008 | Mount Lemmon         | Mt. Lemmon Survey    |
| 433422 | 2013 TG70              | 18 de setembre de 2006 | Kitt Peak            | Spacewatch           |
| 433423 | 2013 TH71              | 15 de març de 2004     | Kitt Peak            | Spacewatch           |
| 433424 | 2013 TK75              | 7 d'octubre de 2004    | Kitt Peak            | Spacewatch           |
| 433425 | 2013 TO81              | 21 de juliol de 2006   | Mount Lemmon         | Mt. Lemmon Survey    |
| 433426 | 2013 TG84              | 5 de gener de 2006     | Catalina             | CSS                  |
| 433427 | 2013 TD86              | 25 de març de 2012     | Kitt Peak            | Spacewatch           |
| 433428 | 2013 TK90              | 3 d'octubre de 2003    | Kitt Peak            | Spacewatch           |
| 433429 | 2013 TN91              | 2 d'octubre de 1997    | Kitt Peak            | Spacewatch           |
| 433430 | 2013 TZ92              | 29 d'octubre de 2008   | Kitt Peak            | Spacewatch           |
| 433431 | 2013 TX95              | 9 de setembre de 2004  | Socorro              | LINEAR               |
| 433432 | 2013 TJ97              | 27 d'abril de 2010     | WISE                 | WISE                 |
| 433433 | 2013 TG99              | 2 d'octubre de 2013    | Kitt Peak            | Spacewatch           |
| 433434 | 2013 TO104             | 23 de febrer de 2007   | Mount Lemmon         | Mt. Lemmon Survey    |
| 433435 | 2013 TE111             | 6 de setembre de 2004  | Siding Spring        | Siding Spring Survey |
| 433436 | 2013 TE112             | 24 d'octubre de 2003   | Kitt Peak            | Spacewatch           |
| 433437 | 2013 TF118             | 19 de novembre de 2009 | Catalina             | CSS                  |
| 433438 | 2013 TJ121             | 30 de març de 2012     | Kitt Peak            | Spacewatch           |
| 433439 | 2013 TW124             | 10 de desembre de 2004 | Kitt Peak            | Spacewatch           |
| 433440 | 2013 TB125             | 15 de febrer de 2010   | Kitt Peak            | Spacewatch           |
| 433441 | 2013 TQ129             | 30 d'octubre de 2009   | Mount Lemmon         | Mt. Lemmon Survey    |
| 433442 | 2013 TC132             | 6 de setembre de 2013  | Mount Lemmon         | Mt. Lemmon Survey    |
| 433443 | 2013 TY132             | 15 d'octubre de 2006   | Kitt Peak            | Spacewatch           |
| 433444 | 2013 TF133             | 31 de març de 2008     | Mount Lemmon         | Mt. Lemmon Survey    |
| 433445 | 2013 TQ133             | 27 de novembre de 2006 | Mount Lemmon         | Mt. Lemmon Survey    |
| 433446 | 2013 TW136             | 12 de març de 2005     | Mount Lemmon         | Mt. Lemmon Survey    |
| 433447 | 2013 TY136             | 11 de març de 2007     | Kitt Peak            | Spacewatch           |
| 433448 | 2013 TU142             | 21 de març de 2010     | Kitt Peak            | Spacewatch           |
| 433449 | 2013 TK145             | 9 de novembre de 2009  | Kitt Peak            | Spacewatch           |
| 433450 | 2013 TN156             | 18 de setembre de 2007 | Kitt Peak            | Spacewatch           |
| 433451 | 2013 TT156             | 1 de desembre de 2006  | Mount Lemmon         | Mt. Lemmon Survey    |
| 433452 | 2013 UX5               | 30 de març de 2011     | Mount Lemmon         | Mt. Lemmon Survey    |
| 433453 | 2013 UG6               | 25 de febrer de 2011   | Mount Lemmon         | Mt. Lemmon Survey    |
| 433454 | 2013 UK6               | 1 de novembre de 2007  | Mount Lemmon         | Mt. Lemmon Survey    |
| 433455 | 2013 UP7               | 16 d'octubre de 2007   | Mount Lemmon         | Mt. Lemmon Survey    |
| 433456 | 2013 UX10              | 7 de setembre de 2002  | Campo Imperatore     | CINEOS               |
| 433457 | 2013 UG11              | 18 de desembre de 2009 | Mount Lemmon         | Mt. Lemmon Survey    |
| 433458 | 2013 UC12              | 25 d'octubre de 2000   | Socorro              | LINEAR               |
| 433459 | 2013 UE12              | 13 de març de 2007     | Mount Lemmon         | Mt. Lemmon Survey    |
| 433460 | 2013 VG1               | 8 de novembre de 2009  | Catalina             | CSS                  |
| 433461 | 2013 VR2               | 5 de desembre de 2002  | Socorro              | LINEAR               |
| 433462 | 2013 VE3               | 31 de desembre de 2008 | Kitt Peak            | Spacewatch           |
| 433463 | 2013 VA5               | 21 de juny de 2010     | Mount Lemmon         | Mt. Lemmon Survey    |
| 433464 | 2013 VL6               | 25 d'octubre de 2008   | Kitt Peak            | Spacewatch           |
| 433465 | 2013 VH8               | 15 de gener de 2008    | Kitt Peak            | Spacewatch           |
| 433466 | 2013 VO8               | 9 de maig de 2011      | Mount Lemmon         | Mt. Lemmon Survey    |
| 433467 | 2013 VP8               | 2 de setembre de 2008  | Kitt Peak            | Spacewatch           |
| 433468 | 2013 VR9               | 18 d'abril de 2010     | WISE                 | WISE                 |
| 433469 | 2013 VE10              | 30 de desembre de 2005 | Kitt Peak            | Spacewatch           |
| 433470 | 2013 VD11              | 14 de setembre de 2007 | Kitt Peak            | Spacewatch           |
| 433471 | 2013 VD15              | 14 d'octubre de 2009   | Mount Lemmon         | Mt. Lemmon Survey    |
| 433472 | 2013 VV15              | 1 d'abril de 2011      | Mount Lemmon         | Mt. Lemmon Survey    |
| 433473 | 2013 VJ19              | 26 de novembre de 2003 | Kitt Peak            | Spacewatch           |
| 433474 | 2013 VN19              | 24 de novembre de 2006 | Mount Lemmon         | Mt. Lemmon Survey    |
| 433475 | 2013 VY20              | 18 de gener de 2009    | Catalina             | CSS                  |
| 433476 | 2013 VR23              | 10 d'octubre de 1996   | Kitt Peak            | Spacewatch           |
| 433477 | 2013 WK3               | 19 de desembre de 2007 | Mount Lemmon         | Mt. Lemmon Survey    |
| 433478 | 2013 WK4               | 4 de novembre de 1999  | Kitt Peak            | Spacewatch           |
| 433479 | 2013 WN4               | 14 d'octubre de 2013   | Mount Lemmon         | Mt. Lemmon Survey    |
| 433480 | 2013 WO4               | 14 d'octubre de 2013   | Mount Lemmon         | Mt. Lemmon Survey    |
| 433481 | 2013 WA5               | 10 de desembre de 2004 | Kitt Peak            | Spacewatch           |
| 433482 | 2013 WF5               | 26 de juliol de 1995   | Kitt Peak            | Spacewatch           |
| 433483 | 2013 WV7               | 30 de gener de 2006    | Catalina             | CSS                  |
| 433484 | 2013 WW7               | 9 de setembre de 2007  | Kitt Peak            | Spacewatch           |
| 433485 | 2013 WJ8               | 2 de febrer de 2010    | WISE                 | WISE                 |
| 433486 | 2013 WZ10              | 17 de març de 2004     | Kitt Peak            | Spacewatch           |
| 433487 | 2013 WF12              | 12 de març de 2007     | Kitt Peak            | Spacewatch           |
| 433488 | 2013 WN12              | 26 de maig de 2011     | Mount Lemmon         | Mt. Lemmon Survey    |
| 433489 | 2013 WR15              | 17 d'abril de 1998     | Kitt Peak            | Spacewatch           |
| 433490 | 2013 WZ16              | 16 de novembre de 2006 | Kitt Peak            | Spacewatch           |
| 433491 | 2013 WL19              | 6 de desembre de 2010  | Mount Lemmon         | Mt. Lemmon Survey    |
| 433492 | 2013 WX25              | 9 d'octubre de 2008    | Mount Lemmon         | Mt. Lemmon Survey    |
| 433493 | 2013 WT26              | 9 d'octubre de 2007    | Mount Lemmon         | Mt. Lemmon Survey    |
| 433494 | 2013 WO27              | 18 de març de 2004     | Kitt Peak            | Spacewatch           |
| 433495 | 2013 WA31              | 10 d'octubre de 2007   | Mount Lemmon         | Mt. Lemmon Survey    |
| 433496 | 2013 WK33              | 30 d'agost de 2005     | Kitt Peak            | Spacewatch           |
| 433497 | 2013 WA36              | 27 de gener de 2006    | Kitt Peak            | Spacewatch           |
| 433498 | 2013 WG37              | 26 d'octubre de 2008   | Kitt Peak            | Spacewatch           |
| 433499 | 2013 WF40              | 31 d'octubre de 2008   | Catalina             | CSS                  |
| 433500 | 2013 WF41              | 7 d'abril de 2006      | Kitt Peak            | Spacewatch           |

## 433501– 433600
| Nom    | Designació provisional | Data de descobriment   | Lloc de descobriment | Descobridor/s        |
| ------ | ---------------------- | ---------------------- | -------------------- | -------------------- |
| 433501 | 2013 WN41              | 29 de març de 2011     | Kitt Peak            | Spacewatch           |
| 433502 | 2013 WX45              | 23 de gener de 2006    | Catalina             | CSS                  |
| 433503 | 2013 WP46              | 6 d'abril de 2008      | Mount Lemmon         | Mt. Lemmon Survey    |
| 433504 | 2013 WH47              | 30 de març de 2011     | Mount Lemmon         | Mt. Lemmon Survey    |
| 433505 | 2013 WK47              | 27 d'octubre de 2013   | Kitt Peak            | Spacewatch           |
| 433506 | 2013 WS47              | 4 de setembre de 2000  | Anderson Mesa        | LONEOS               |
| 433507 | 2013 WQ50              | 1 d'abril de 2011      | Mount Lemmon         | Mt. Lemmon Survey    |
| 433508 | 2013 WN51              | 18 de juliol de 2012   | Catalina             | CSS                  |
| 433509 | 2013 WE54              | 19 de gener de 2004    | Kitt Peak            | Spacewatch           |
| 433510 | 2013 WV54              | 11 d'octubre de 2007   | Catalina             | CSS                  |
| 433511 | 2013 WD55              | 10 de febrer de 1997   | Kitt Peak            | Spacewatch           |
| 433512 | 2013 WE55              | 26 de novembre de 2009 | Mount Lemmon         | Mt. Lemmon Survey    |
| 433513 | 2013 WY55              | 19 de maig de 2012     | Mount Lemmon         | Mt. Lemmon Survey    |
| 433514 | 2013 WS58              | 22 de novembre de 2006 | Mount Lemmon         | Mt. Lemmon Survey    |
| 433515 | 2013 WP59              | 1 d'octubre de 2000    | Anderson Mesa        | LONEOS               |
| 433516 | 2013 WR62              | 8 de juny de 2005      | Kitt Peak            | Spacewatch           |
| 433517 | 2013 WD68              | 20 de novembre de 2009 | Mount Lemmon         | Mt. Lemmon Survey    |
| 433518 | 2013 WM68              | 11 de novembre de 2009 | Kitt Peak            | Spacewatch           |
| 433519 | 2013 WU69              | 17 de juny de 2010     | WISE                 | WISE                 |
| 433520 | 2013 WE70              | 24 d'octubre de 2004   | Kitt Peak            | Spacewatch           |
| 433521 | 2013 WM72              | 9 de novembre de 2009  | Mount Lemmon         | Mt. Lemmon Survey    |
| 433522 | 2013 WY75              | 26 d'octubre de 2013   | Mount Lemmon         | Mt. Lemmon Survey    |
| 433523 | 2013 WE76              | 14 de maig de 2008     | Mount Lemmon         | Mt. Lemmon Survey    |
| 433524 | 2013 WP76              | 18 de desembre de 2003 | Kitt Peak            | Spacewatch           |
| 433525 | 2013 WH78              | 19 de setembre de 2009 | Catalina             | CSS                  |
| 433526 | 2013 WX79              | 10 de setembre de 2007 | Kitt Peak            | Spacewatch           |
| 433527 | 2013 WX80              | 8 de novembre de 2013  | Catalina             | CSS                  |
| 433528 | 2013 WS81              | 25 de maig de 2007     | Mount Lemmon         | Mt. Lemmon Survey    |
| 433529 | 2013 WV82              | 2 de desembre de 2004  | Kitt Peak            | Spacewatch           |
| 433530 | 2013 WG83              | 23 de setembre de 2008 | Kitt Peak            | Spacewatch           |
| 433531 | 2013 WA84              | 3 de novembre de 2008  | Mount Lemmon         | Mt. Lemmon Survey    |
| 433532 | 2013 WZ85              | 25 de desembre de 2009 | Kitt Peak            | Spacewatch           |
| 433533 | 2013 WD86              | 22 de maig de 2011     | Mount Lemmon         | Mt. Lemmon Survey    |
| 433534 | 2013 WQ87              | 13 de juliol de 2004   | Siding Spring        | Siding Spring Survey |
| 433535 | 2013 WL91              | 27 de setembre de 2000 | Socorro              | LINEAR               |
| 433536 | 2013 WX92              | 7 d'octubre de 2004    | Kitt Peak            | Spacewatch           |
| 433537 | 2013 WH95              | 6 d'octubre de 2000    | Kitt Peak            | Spacewatch           |
| 433538 | 2013 WS97              | 29 de gener de 2011    | Kitt Peak            | Spacewatch           |
| 433539 | 2013 WE98              | 24 d'agost de 2001     | Anderson Mesa        | LONEOS               |
| 433540 | 2013 WN98              | 19 de gener de 2005    | Kitt Peak            | Spacewatch           |
| 433541 | 2013 WJ105             | 29 d'octubre de 2008   | Mount Lemmon         | Mt. Lemmon Survey    |
| 433542 | 2013 WT105             | 28 de juliol de 2006   | Siding Spring        | Siding Spring Survey |
| 433543 | 2013 WU105             | 4 d'octubre de 2013    | Kitt Peak            | Spacewatch           |
| 433544 | 2013 WO106             | 2 de gener de 2006     | Catalina             | CSS                  |
| 433545 | 2013 WW106             | 24 de gener de 2006    | Anderson Mesa        | LONEOS               |
| 433546 | 2013 WJ109             | 13 de març de 2007     | Mount Lemmon         | Mt. Lemmon Survey    |
| 433547 | 2013 WR109             | 25 de maig de 2006     | Kitt Peak            | Spacewatch           |
| 433548 | 2013 XJ                | 26 d'agost de 2009     | Catalina             | CSS                  |
| 433549 | 2013 XU4               | 1 de gener de 2009     | Mount Lemmon         | Mt. Lemmon Survey    |
| 433550 | 2013 XX4               | 8 d'octubre de 2008    | Catalina             | CSS                  |
| 433551 | 2013 XA5               | 25 de juliol de 2008   | Siding Spring        | Siding Spring Survey |
| 433552 | 2013 XB8               | 21 de setembre de 2008 | Mount Lemmon         | Mt. Lemmon Survey    |
| 433553 | 2013 XT9               | 10 de gener de 2002    | Campo Imperatore     | CINEOS               |
| 433554 | 2013 XB11              | 21 de novembre de 1998 | Kitt Peak            | Spacewatch           |
| 433555 | 2013 XF11              | 18 de gener de 2010    | WISE                 | WISE                 |
| 433556 | 2013 XJ11              | 9 de desembre de 2006  | Kitt Peak            | Spacewatch           |
| 433557 | 2013 XX11              | 24 de setembre de 2008 | Mount Lemmon         | Mt. Lemmon Survey    |
| 433558 | 2013 XE19              | 19 d'abril de 2007     | Mount Lemmon         | Mt. Lemmon Survey    |
| 433559 | 2013 XN19              | 9 d'octubre de 2004    | Kitt Peak            | Spacewatch           |
| 433560 | 2013 XM20              | 13 de març de 2011     | Mount Lemmon         | Mt. Lemmon Survey    |
| 433561 | 2013 XH25              | 17 de gener de 2007    | Kitt Peak            | Spacewatch           |
| 433562 | 2013 YJ                | 11 de maig de 2007     | Kitt Peak            | Spacewatch           |
| 433563 | 2013 YM3               | 30 de desembre de 2008 | Catalina             | CSS                  |
| 433564 | 2013 YM5               | 11 de gener de 2008    | Kitt Peak            | Spacewatch           |
| 433565 | 2013 YP8               | 18 de desembre de 2004 | Mount Lemmon         | Mt. Lemmon Survey    |
| 433566 | 2013 YZ8               | 10 d'abril de 2010     | Mount Lemmon         | Mt. Lemmon Survey    |
| 433567 | 2013 YH15              | 13 de gener de 2010    | WISE                 | WISE                 |
| 433568 | 2013 YK17              | 15 de juny de 2005     | Mount Lemmon         | Mt. Lemmon Survey    |
| 433569 | 2013 YP19              | 9 de novembre de 2008  | Mount Lemmon         | Mt. Lemmon Survey    |
| 433570 | 2013 YR22              | 7 d'octubre de 2004    | Kitt Peak            | Spacewatch           |
| 433571 | 2013 YC23              | 11 d'octubre de 2012   | Mount Lemmon         | Mt. Lemmon Survey    |
| 433572 | 2013 YD23              | 12 de setembre de 2007 | Mount Lemmon         | Mt. Lemmon Survey    |
| 433573 | 2013 YM27              | 3 de març de 2009      | Kitt Peak            | Spacewatch           |
| 433574 | 2013 YC28              | 1 de gener de 2008     | Mount Lemmon         | Mt. Lemmon Survey    |
| 433575 | 2013 YY28              | 24 de febrer de 2010   | WISE                 | WISE                 |
| 433576 | 2013 YC29              | 14 de setembre de 2005 | Catalina             | CSS                  |
| 433577 | 2013 YG29              | 19 de desembre de 2007 | Mount Lemmon         | Mt. Lemmon Survey    |
| 433578 | 2013 YQ29              | 18 de desembre de 2001 | Socorro              | LINEAR               |
| 433579 | 2013 YD31              | 21 de novembre de 2008 | Mount Lemmon         | Mt. Lemmon Survey    |
| 433580 | 2013 YP31              | 15 d'abril de 2010     | Kitt Peak            | Spacewatch           |
| 433581 | 2013 YW32              | 2 d'abril de 2005      | Kitt Peak            | Spacewatch           |
| 433582 | 2013 YV34              | 14 de maig de 2008     | Mount Lemmon         | Mt. Lemmon Survey    |
| 433583 | 2013 YU35              | 4 de gener de 2003     | Socorro              | LINEAR               |
| 433584 | 2013 YZ35              | 11 d'abril de 2010     | WISE                 | WISE                 |
| 433585 | 2013 YH39              | 13 de desembre de 1999 | Kitt Peak            | Spacewatch           |
| 433586 | 2013 YW40              | 3 de juliol de 2005    | Siding Spring        | Siding Spring Survey |
| 433587 | 2013 YL41              | 31 de gener de 2006    | Kitt Peak            | Spacewatch           |
| 433588 | 2013 YQ41              | 28 d'abril de 2004     | Kitt Peak            | Spacewatch           |
| 433589 | 2013 YP44              | 26 de desembre de 2013 | Kitt Peak            | Spacewatch           |
| 433590 | 2013 YT45              | 20 de maig de 2006     | Kitt Peak            | Spacewatch           |
| 433591 | 2013 YQ47              | 4 de febrer de 2009    | Mount Lemmon         | Mt. Lemmon Survey    |
| 433592 | 2013 YG51              | 20 de setembre de 2009 | Mount Lemmon         | Mt. Lemmon Survey    |
| 433593 | 2013 YQ51              | 1 de gener de 2009     | Mount Lemmon         | Mt. Lemmon Survey    |
| 433594 | 2013 YO56              | 20 d'octubre de 2007   | Mount Lemmon         | Mt. Lemmon Survey    |
| 433595 | 2013 YP56              | 1 de gener de 2009     | Mount Lemmon         | Mt. Lemmon Survey    |
| 433596 | 2013 YW57              | 11 d'abril de 2011     | Mount Lemmon         | Mt. Lemmon Survey    |
| 433597 | 2013 YA59              | 12 de desembre de 2004 | Kitt Peak            | Spacewatch           |
| 433598 | 2013 YG60              | 6 de maig de 2006      | Kitt Peak            | Spacewatch           |
| 433599 | 2013 YY61              | 22 de setembre de 2003 | Kitt Peak            | Spacewatch           |
| 433600 | 2013 YK62              | 24 de febrer de 2009   | Mount Lemmon         | Mt. Lemmon Survey    |

## 433601– 433700
| Nom    | Designació provisional | Data de descobriment   | Lloc de descobriment | Descobridor/s        |
| ------ | ---------------------- | ---------------------- | -------------------- | -------------------- |
| 433601 | 2013 YK63              | 20 de novembre de 2001 | Socorro              | LINEAR               |
| 433602 | 2013 YE66              | 16 de desembre de 1993 | Kitt Peak            | Spacewatch           |
| 433603 | 2013 YG70              | 19 de febrer de 2009   | Catalina             | CSS                  |
| 433604 | 2013 YX71              | 21 de novembre de 2008 | Kitt Peak            | Spacewatch           |
| 433605 | 2013 YX72              | 25 de desembre de 2013 | Mount Lemmon         | Mt. Lemmon Survey    |
| 433606 | 2013 YO78              | 17 de gener de 2009    | Kitt Peak            | Spacewatch           |
| 433607 | 2013 YW78              | 20 d'octubre de 2003   | Kitt Peak            | Spacewatch           |
| 433608 | 2013 YG81              | 12 de desembre de 2004 | Kitt Peak            | Spacewatch           |
| 433609 | 2013 YN86              | 23 d'agost de 2008     | Siding Spring        | Siding Spring Survey |
| 433610 | 2013 YQ89              | 17 de desembre de 2001 | Socorro              | LINEAR               |
| 433611 | 2013 YV92              | 22 d'octubre de 2005   | Kitt Peak            | Spacewatch           |
| 433612 | 2013 YU94              | 10 de desembre de 2009 | Mount Lemmon         | Mt. Lemmon Survey    |
| 433613 | 2013 YV94              | 13 d'abril de 2004     | Kitt Peak            | Spacewatch           |
| 433614 | 2013 YG98              | 16 de març de 2005     | Mount Lemmon         | Mt. Lemmon Survey    |
| 433615 | 2013 YA101             | 22 d'octubre de 2012   | Kitt Peak            | Spacewatch           |
| 433616 | 2013 YZ103             | 4 de novembre de 2013  | Kitt Peak            | Spacewatch           |
| 433617 | 2013 YQ107             | 27 de març de 2012     | Kitt Peak            | Spacewatch           |
| 433618 | 2013 YK108             | 18 de desembre de 2009 | Mount Lemmon         | Mt. Lemmon Survey    |
| 433619 | 2013 YW108             | 13 de gener de 2005    | Kitt Peak            | Spacewatch           |
| 433620 | 2013 YY109             | 3 de juny de 2011      | Mount Lemmon         | Mt. Lemmon Survey    |
| 433621 | 2013 YY110             | 6 d'octubre de 2012    | Catalina             | CSS                  |
| 433622 | 2013 YY111             | 16 de gener de 2000    | Kitt Peak            | Spacewatch           |
| 433623 | 2013 YG115             | 19 de gener de 2009    | Mount Lemmon         | Mt. Lemmon Survey    |
| 433624 | 2013 YG116             | 4 de juliol de 2005    | Mount Lemmon         | Mt. Lemmon Survey    |
| 433625 | 2013 YB119             | 17 d'octubre de 2012   | Mount Lemmon         | Mt. Lemmon Survey    |
| 433626 | 2013 YR119             | 9 d'octubre de 2008    | Catalina             | CSS                  |
| 433627 | 2013 YS120             | 31 de gener de 2009    | Kitt Peak            | Spacewatch           |
| 433628 | 2013 YH127             | 8 de setembre de 2008  | Siding Spring        | Siding Spring Survey |
| 433629 | 2013 YJ130             | 24 d'abril de 2001     | Kitt Peak            | Spacewatch           |
| 433630 | 2013 YW132             | 31 d'octubre de 2007   | Mount Lemmon         | Mt. Lemmon Survey    |
| 433631 | 2013 YP133             | 10 de febrer de 2010   | WISE                 | WISE                 |
| 433632 | 2013 YZ133             | 10 d'octubre de 2007   | Mount Lemmon         | Mt. Lemmon Survey    |
| 433633 | 2013 YE138             | 3 de novembre de 2007  | Kitt Peak            | Spacewatch           |
| 433634 | 2014 AA2               | 15 d'octubre de 2007   | Mount Lemmon         | Mt. Lemmon Survey    |
| 433635 | 2014 AD2               | 9 d'abril de 2010      | Mount Lemmon         | Mt. Lemmon Survey    |
| 433636 | 2014 AE9               | 25 de setembre de 2006 | Anderson Mesa        | LONEOS               |
| 433637 | 2014 AA11              | 2 d'octubre de 2008    | Catalina             | CSS                  |
| 433638 | 2014 AG18              | 13 de setembre de 2007 | Mount Lemmon         | Mt. Lemmon Survey    |
| 433639 | 2014 AG19              | 20 de desembre de 2004 | Mount Lemmon         | Mt. Lemmon Survey    |
| 433640 | 2014 AO22              | 11 d'octubre de 2012   | Mount Lemmon         | Mt. Lemmon Survey    |
| 433641 | 2014 AZ22              | 7 de desembre de 2002  | Kitt Peak            | Spacewatch           |
| 433642 | 2014 AE35              | 26 de desembre de 2009 | Kitt Peak            | Spacewatch           |
| 433643 | 2014 AR36              | 31 d'agost de 2000     | Socorro              | LINEAR               |
| 433644 | 2014 AZ36              | 7 d'agost de 2008      | Kitt Peak            | Spacewatch           |
| 433645 | 2014 AD37              | 7 d'octubre de 2008    | Mount Lemmon         | Mt. Lemmon Survey    |
| 433646 | 2014 AJ37              | 13 de juny de 2007     | Kitt Peak            | Spacewatch           |
| 433647 | 2014 AL37              | 27 d'abril de 2011     | Mount Lemmon         | Mt. Lemmon Survey    |
| 433648 | 2014 AO41              | 4 de febrer de 2009    | Mount Lemmon         | Mt. Lemmon Survey    |
| 433649 | 2014 AZ42              | 31 de gener de 2009    | Mount Lemmon         | Mt. Lemmon Survey    |
| 433650 | 2014 AX44              | 21 de novembre de 2007 | Mount Lemmon         | Mt. Lemmon Survey    |
| 433651 | 2014 AG47              | 10 de febrer de 2010   | Kitt Peak            | Spacewatch           |
| 433652 | 2014 BX                | 16 de febrer de 2007   | Catalina             | CSS                  |
| 433653 | 2014 BH4               | 27 de novembre de 1998 | Kitt Peak            | Spacewatch           |
| 433654 | 2014 BN11              | 20 de novembre de 2007 | Catalina             | CSS                  |
| 433655 | 2014 BW14              | 21 de setembre de 2001 | Kitt Peak            | Spacewatch           |
| 433656 | 2014 BL17              | 8 d'octubre de 2004    | Kitt Peak            | Spacewatch           |
| 433657 | 2014 BA23              | 11 de juny de 2005     | Kitt Peak            | Spacewatch           |
| 433658 | 2014 BO26              | 24 de desembre de 2005 | Kitt Peak            | Spacewatch           |
| 433659 | 2014 BG27              | 20 de gener de 2009    | Kitt Peak            | Spacewatch           |
| 433660 | 2014 BL28              | 17 de juny de 2010     | WISE                 | WISE                 |
| 433661 | 2014 BO28              | 21 de novembre de 2008 | Mount Lemmon         | Mt. Lemmon Survey    |
| 433662 | 2014 BP46              | 1 de gener de 2008     | Kitt Peak            | Spacewatch           |
| 433663 | 2014 CW10              | 17 de desembre de 2001 | Socorro              | LINEAR               |
| 433664 | 2014 CK16              | 16 de març de 2009     | Kitt Peak            | Spacewatch           |
| 433665 | 2014 CB22              | 23 d'abril de 2009     | Catalina             | CSS                  |
| 433666 | 2014 DC8               | 3 de gener de 2009     | Mount Lemmon         | Mt. Lemmon Survey    |
| 433667 | 2014 DN18              | 8 de març de 2010      | WISE                 | WISE                 |
| 433668 | 2014 DV23              | 19 de gener de 2005    | Kitt Peak            | Spacewatch           |
| 433669 | 2014 DX29              | 27 de setembre de 2006 | Kitt Peak            | Spacewatch           |
| 433670 | 2014 DD32              | 18 de gener de 2010    | WISE                 | WISE                 |
| 433671 | 2014 DF32              | 28 de setembre de 2009 | Mount Lemmon         | Mt. Lemmon Survey    |
| 433672 | 2014 DK32              | 19 d'octubre de 2010   | Mount Lemmon         | Mt. Lemmon Survey    |
| 433673 | 2014 DX82              | 28 de novembre de 2000 | Kitt Peak            | Spacewatch           |
| 433674 | 2014 DH124             | 7 d'agost de 2008      | Kitt Peak            | Spacewatch           |
| 433675 | 2014 DK125             | 27 de febrer de 2014   | Kitt Peak            | Spacewatch           |
| 433676 | 2014 DP139             | 25 de setembre de 2009 | Kitt Peak            | Spacewatch           |
| 433677 | 2014 EO7               | 7 de setembre de 2008  | Mount Lemmon         | Mt. Lemmon Survey    |
| 433678 | 2014 EW16              | 25 de setembre de 2000 | Kitt Peak            | Spacewatch           |
| 433679 | 2014 EY22              | 8 d'abril de 2003      | Kitt Peak            | Spacewatch           |
| 433680 | 2014 EH29              | 30 de setembre de 2006 | Mount Lemmon         | Mt. Lemmon Survey    |
| 433681 | 2014 EH33              | 8 de desembre de 2010  | Kitt Peak            | Spacewatch           |
| 433682 | 2014 OU157             | 18 de març de 2007     | Kitt Peak            | Spacewatch           |
| 433683 | 2014 UF112             | 30 de gener de 2004    | Kitt Peak            | Spacewatch           |
| 433684 | 2014 VP7               | 13 de setembre de 2004 | Kitt Peak            | Spacewatch           |
| 433685 | 2014 VF21              | 29 d'octubre de 2000   | Kitt Peak            | Spacewatch           |
| 433686 | 2014 VL24              | 16 de novembre de 2006 | Mount Lemmon         | Mt. Lemmon Survey    |
| 433687 | 2014 WN18              | 7 d'octubre de 2005    | Catalina             | CSS                  |
| 433688 | 2014 WB19              | 19 de desembre de 2003 | Socorro              | LINEAR               |
| 433689 | 2014 WH46              | 19 de setembre de 2003 | Kitt Peak            | Spacewatch           |
| 433690 | 2014 WS46              | 30 de novembre de 2003 | Kitt Peak            | Spacewatch           |
| 433691 | 2014 WJ52              | 7 de setembre de 2008  | Mount Lemmon         | Mt. Lemmon Survey    |
| 433692 | 2014 WO55              | 14 d'octubre de 2009   | Mount Lemmon         | Mt. Lemmon Survey    |
| 433693 | 2014 WB140             | 27 de febrer de 2008   | Kitt Peak            | Spacewatch           |
| 433694 | 2014 WW179             | 16 de novembre de 2006 | Mount Lemmon         | Mt. Lemmon Survey    |
| 433695 | 2014 WO252             | 15 de maig de 2009     | Kitt Peak            | Spacewatch           |
| 433696 | 2014 WA311             | 9 de novembre de 2004  | Catalina             | CSS                  |
| 433697 | 2014 WT399             | 12 d'abril de 2004     | Socorro              | LINEAR               |
| 433698 | 2014 WZ423             | 19 de desembre de 2003 | Socorro              | LINEAR               |
| 433699 | 2014 WM428             | 2 de maig de 2008      | Kitt Peak            | Spacewatch           |
| 433700 | 2014 WP467             | 13 de març de 2010     | Catalina             | CSS                  |

## 433701– 433800
| Nom    | Designació provisional | Data de descobriment   | Lloc de descobriment | Descobridor/s     |
| ------ | ---------------------- | ---------------------- | -------------------- | ----------------- |
| 433701 | 2014 WX467             | 23 de setembre de 2008 | Kitt Peak            | Spacewatch        |
| 433702 | 2014 WE468             | 11 de febrer de 2004   | Kitt Peak            | Spacewatch        |
| 433703 | 2014 WG469             | 9 de novembre de 2008  | Mount Lemmon         | Mt. Lemmon Survey |
| 433704 | 2014 WP469             | 3 de febrer de 2001    | Kitt Peak            | Spacewatch        |
| 433705 | 2014 WE491             | 9 de març de 2010      | WISE                 | WISE              |
| 433706 | 2014 WF495             | 25 de gener de 2007    | Catalina             | CSS               |
| 433707 | 2014 WO496             | 22 de setembre de 2008 | Mount Lemmon         | Mt. Lemmon Survey |
| 433708 | 2014 XV20              | 16 de setembre de 2003 | Kitt Peak            | Spacewatch        |
| 433709 | 2014 XF37              | 7 de maig de 2005      | Kitt Peak            | Spacewatch        |
| 433710 | 2014 XG37              | 11 de gener de 2010    | Kitt Peak            | Spacewatch        |
| 433711 | 2014 XH37              | 16 de febrer de 2004   | Socorro              | LINEAR            |
| 433712 | 2014 XL37              | 3 d'abril de 2000      | Anderson Mesa        | LONEOS            |
| 433713 | 2014 XW37              | 28 de setembre de 2006 | Catalina             | CSS               |
| 433714 | 2014 XV38              | 19 de desembre de 2003 | Socorro              | LINEAR            |
| 433715 | 2014 YQ4               | 6 d'octubre de 2008    | Kitt Peak            | Spacewatch        |
| 433716 | 2014 YQ7               | 11 de gener de 1999    | Kitt Peak            | Spacewatch        |
| 433717 | 2014 YN8               | 21 de desembre de 2006 | Kitt Peak            | Spacewatch        |
| 433718 | 2014 YN11              | 30 d'octubre de 2008   | Catalina             | CSS               |
| 433719 | 2014 YF20              | 19 de desembre de 2003 | Kitt Peak            | Spacewatch        |
| 433720 | 2014 YS21              | 23 de febrer de 1998   | Kitt Peak            | Spacewatch        |
| 433721 | 2014 YD23              | 27 d'abril de 2011     | Mount Lemmon         | Mt. Lemmon Survey |
| 433722 | 2014 YO32              | 1 de desembre de 1996  | Kitt Peak            | Spacewatch        |
| 433723 | 2015 AV3               | 14 de desembre de 2001 | Socorro              | LINEAR            |
| 433724 | 2015 AF13              | 2 de novembre de 2007  | Mount Lemmon         | Mt. Lemmon Survey |
| 433725 | 2015 AG32              | 11 de gener de 2008    | Kitt Peak            | Spacewatch        |
| 433726 | 2015 AL32              | 26 d'octubre de 2008   | Kitt Peak            | Spacewatch        |
| 433727 | 2015 AD43              | 15 de gener de 2004    | Kitt Peak            | Spacewatch        |
| 433728 | 2015 AB77              | 10 d'octubre de 2008   | Mount Lemmon         | Mt. Lemmon Survey |
| 433729 | 2015 AY118             | 14 de setembre de 2007 | Kitt Peak            | Spacewatch        |
| 433730 | 2015 AP132             | 24 d'abril de 2007     | Kitt Peak            | Spacewatch        |
| 433731 | 2015 AM148             | 6 de novembre de 2008  | Mount Lemmon         | Mt. Lemmon Survey |
| 433732 | 2015 AZ149             | 9 de gener de 2006     | Mount Lemmon         | Mt. Lemmon Survey |
| 433733 | 2015 AB150             | 29 de febrer de 2004   | Kitt Peak            | Spacewatch        |
| 433734 | 2015 AM150             | 23 d'agost de 2004     | Kitt Peak            | Spacewatch        |
| 433735 | 2015 AO155             | 21 de març de 2001     | Kitt Peak            | Spacewatch        |
| 433736 | 2015 AS168             | 10 de febrer de 2002   | Socorro              | LINEAR            |
| 433737 | 2015 AX169             | 29 de desembre de 2003 | Kitt Peak            | Spacewatch        |
| 433738 | 2015 AN174             | 27 de gener de 2004    | Kitt Peak            | Spacewatch        |
| 433739 | 2015 AR174             | 25 de gener de 2006    | Kitt Peak            | Spacewatch        |
| 433740 | 2015 AS190             | 10 de febrer de 2008   | Mount Lemmon         | Mt. Lemmon Survey |
| 433741 | 2015 AA234             | 18 d'abril de 2007     | Kitt Peak            | Spacewatch        |
| 433742 | 2015 AX238             | 17 de febrer de 2007   | Kitt Peak            | Spacewatch        |
| 433743 | 2015 AA240             | 13 de febrer de 2011   | Mount Lemmon         | Mt. Lemmon Survey |
| 433744 | 2015 AE256             | 19 de gener de 2001    | Socorro              | LINEAR            |
| 433745 | 2015 AH256             | 16 de febrer de 2004   | Socorro              | LINEAR            |
| 433746 | 2015 AB257             | 12 de desembre de 1996 | Kitt Peak            | Spacewatch        |
| 433747 | 2015 AX257             | 26 de gener de 2006    | Mount Lemmon         | Mt. Lemmon Survey |
| 433748 | 2015 AJ263             | 28 de juliol de 2003   | Campo Imperatore     | CINEOS            |
| 433749 | 2015 AM263             | 15 de maig de 2004     | Campo Imperatore     | CINEOS            |
| 433750 | 2015 AZ264             | 24 de setembre de 2005 | Kitt Peak            | Spacewatch        |
| 433751 | 2015 AD279             | 25 de gener de 2006    | Kitt Peak            | Spacewatch        |
| 433752 | 2015 AG279             | 11 de novembre de 2004 | Kitt Peak            | Spacewatch        |
| 433753 | 2015 AC280             | 2 d'abril de 2006      | Kitt Peak            | Spacewatch        |
| 433754 | 2015 AR280             | 24 d'octubre de 2009   | Kitt Peak            | Spacewatch        |
| 433755 | 2015 AS280             | 2 de desembre de 2004  | Kitt Peak            | Spacewatch        |
| 433756 | 2015 BL1               | 25 de febrer de 2000   | Kitt Peak            | Spacewatch        |
| 433757 | 2015 BL6               | 16 d'octubre de 2007   | Mount Lemmon         | Mt. Lemmon Survey |
| 433758 | 2015 BX6               | 7 de novembre de 2008  | Mount Lemmon         | Mt. Lemmon Survey |
| 433759 | 2015 BP11              | 10 d'agost de 2007     | Kitt Peak            | Spacewatch        |
| 433760 | 2015 BA17              | 4 de maig de 2005      | Kitt Peak            | Spacewatch        |
| 433761 | 2015 BD18              | 8 de febrer de 2007    | Kitt Peak            | Spacewatch        |
| 433762 | 2015 BV24              | 15 de març de 2004     | Kitt Peak            | Spacewatch        |
| 433763 | 2015 BX25              | 23 d'octubre de 2006   | Mount Lemmon         | Mt. Lemmon Survey |
| 433764 | 2015 BK26              | 19 de novembre de 2003 | Kitt Peak            | Spacewatch        |
| 433765 | 2015 BP26              | 27 de setembre de 2006 | Kitt Peak            | Spacewatch        |
| 433766 | 2015 BA27              | 9 de febrer de 2008    | Kitt Peak            | Spacewatch        |
| 433767 | 2015 BP27              | 20 de març de 2007     | Catalina             | CSS               |
| 433768 | 2015 BB32              | 7 d'octubre de 2008    | Mount Lemmon         | Mt. Lemmon Survey |
| 433769 | 2015 BH33              | 29 de desembre de 2005 | Kitt Peak            | Spacewatch        |
| 433770 | 2015 BU44              | 11 de febrer de 2004   | Kitt Peak            | Spacewatch        |
| 433771 | 2015 BE58              | 1 de desembre de 2008  | Kitt Peak            | Spacewatch        |
| 433772 | 2015 BK59              | 3 de novembre de 2008  | Mount Lemmon         | Mt. Lemmon Survey |
| 433773 | 2015 BM60              | 21 de novembre de 2005 | Kitt Peak            | Spacewatch        |
| 433774 | 2015 BE62              | 14 d'octubre de 1998   | Kitt Peak            | Spacewatch        |
| 433775 | 2015 BQ63              | 30 de desembre de 2005 | Mount Lemmon         | Mt. Lemmon Survey |
| 433776 | 2015 BS63              | 25 de juny de 2010     | WISE                 | WISE              |
| 433777 | 2015 BT63              | 30 de gener de 2004    | Kitt Peak            | Spacewatch        |
| 433778 | 2015 BJ64              | 17 de març de 2001     | Kitt Peak            | Spacewatch        |
| 433779 | 2015 BX66              | 4 de març de 2006      | Kitt Peak            | Spacewatch        |
| 433780 | 2015 BX67              | 14 de febrer de 2010   | Mount Lemmon         | Mt. Lemmon Survey |
| 433781 | 2015 BW70              | 28 d'octubre de 2005   | Kitt Peak            | Spacewatch        |
| 433782 | 2015 BT71              | 13 de febrer de 2010   | WISE                 | WISE              |
| 433783 | 2015 BS75              | 1 de desembre de 2003  | Kitt Peak            | Spacewatch        |
| 433784 | 2015 BG76              | 21 de febrer de 2007   | Kitt Peak            | Spacewatch        |
| 433785 | 2015 BN80              | 16 de desembre de 2007 | Anderson Mesa        | LONEOS            |
| 433786 | 2015 BM85              | 17 de març de 2005     | Mount Lemmon         | Mt. Lemmon Survey |
| 433787 | 2015 BG86              | 17 de febrer de 2004   | Kitt Peak            | Spacewatch        |
| 433788 | 2015 BL86              | 18 de gener de 1998    | Kitt Peak            | Spacewatch        |
| 433789 | 2015 BN86              | 26 de gener de 1998    | Kitt Peak            | Spacewatch        |
| 433790 | 2015 BM87              | 3 de març de 2000      | Socorro              | LINEAR            |
| 433791 | 2015 BP87              | 15 d'octubre de 2004   | Mount Lemmon         | Mt. Lemmon Survey |
| 433792 | 2015 BA88              | 2 d'octubre de 2008    | Mount Lemmon         | Mt. Lemmon Survey |
| 433793 | 2015 BW88              | 17 de novembre de 2006 | Mount Lemmon         | Mt. Lemmon Survey |
| 433794 | 2015 BR89              | 3 de maç de 2005       | Catalina             | CSS               |
| 433795 | 2015 BW89              | 13 de desembre de 2004 | Kitt Peak            | Spacewatch        |
| 433796 | 2015 BJ90              | 3 de desembre de 2007  | Kitt Peak            | Spacewatch        |
| 433797 | 2015 BW98              | 25 d'octubre de 2008   | Kitt Peak            | Spacewatch        |
| 433798 | 2015 BA99              | 22 de desembre de 2005 | Kitt Peak            | Spacewatch        |
| 433799 | 2015 BE99              | 12 de febrer de 2004   | Kitt Peak            | Spacewatch        |
| 433800 | 2015 BT99              | 30 de gener de 2004    | Kitt Peak            | Spacewatch        |

## 433801– 433900
| Nom    | Designació provisional | Data de descobriment   | Lloc de descobriment | Descobridor/s                        |
| ------ | ---------------------- | ---------------------- | -------------------- | ------------------------------------ |
| 433801 | 2015 BF100             | 15 de gener de 2005    | Kitt Peak            | Spacewatch                           |
| 433802 | 2015 BU100             | 19 de desembre de 2003 | Kitt Peak            | Spacewatch                           |
| 433803 | 2015 BY101             | 12 de maig de 2007     | Mount Lemmon         | Mt. Lemmon Survey                    |
| 433804 | 2015 BW104             | 10 de gener de 2008    | Mount Lemmon         | Mt. Lemmon Survey                    |
| 433805 | 2015 BY104             | 20 de desembre de 2004 | Mount Lemmon         | Mt. Lemmon Survey                    |
| 433806 | 2015 BO105             | 6 de maig de 2005      | Catalina             | CSS                                  |
| 433807 | 2015 BJ116             | 8 de febrer de 2008    | Kitt Peak            | Spacewatch                           |
| 433808 | 2015 BZ118             | 21 de desembre de 2006 | Kitt Peak            | Spacewatch                           |
| 433809 | 2015 BD119             | 18 de març de 2004     | Kitt Peak            | Spacewatch                           |
| 433810 | 2015 BF119             | 16 de febrer de 2004   | Kitt Peak            | Spacewatch                           |
| 433811 | 2015 BG129             | 26 d'octubre de 2009   | Mount Lemmon         | Mt. Lemmon Survey                    |
| 433812 | 2015 BZ138             | 10 de setembre de 2007 | Kitt Peak            | Spacewatch                           |
| 433813 | 2015 BZ143             | 13 de febrer de 2004   | Kitt Peak            | Spacewatch                           |
| 433814 | 2015 BL147             | 12 d'abril de 2005     | Kitt Peak            | Spacewatch                           |
| 433815 | 2015 BX147             | 31 d'octubre de 2000   | Socorro              | LINEAR                               |
| 433816 | 2015 BZ159             | 2 de setembre de 2007  | Mount Lemmon         | Mt. Lemmon Survey                    |
| 433817 | 2015 BT162             | 24 de novembre de 2009 | Kitt Peak            | Spacewatch                           |
| 433818 | 2015 BH164             | 15 de setembre de 2004 | Kitt Peak            | Spacewatch                           |
| 433819 | 2015 BN173             | 24 d'agost de 2008     | Kitt Peak            | Spacewatch                           |
| 433820 | 2015 BD177             | 2 de gener de 1998     | Kitt Peak            | Spacewatch                           |
| 433821 | 2015 BH180             | 12 de desembre de 2006 | Kitt Peak            | Spacewatch                           |
| 433822 | 2015 BH182             | 17 de febrer de 2007   | Kitt Peak            | Spacewatch                           |
| 433823 | 2015 BW185             | 18 de febrer de 2010   | Kitt Peak            | Spacewatch                           |
| 433824 | 2015 BF195             | 4 de maig de 2005      | Kitt Peak            | Spacewatch                           |
| 433825 | 2015 BK195             | 5 de març de 2008      | Mount Lemmon         | Mt. Lemmon Survey                    |
| 433826 | 2015 BU198             | 16 de març de 2004     | Campo Imperatore     | CINEOS                               |
| 433827 | 2015 BW200             | 31 de desembre de 2008 | Kitt Peak            | Spacewatch                           |
| 433828 | 2015 BY200             | 10 de juny de 2008     | Kitt Peak            | Spacewatch                           |
| 433829 | 2015 BK205             | 1 de desembre de 2005  | Mount Lemmon         | Mt. Lemmon Survey                    |
| 433830 | 2015 BR221             | 29 de novembre de 2000 | Kitt Peak            | Spacewatch                           |
| 433831 | 2015 BV240             | 11 d'octubre de 2004   | Kitt Peak            | Spacewatch                           |
| 433832 | 2015 BU243             | 21 de desembre de 2008 | Kitt Peak            | Spacewatch                           |
| 433833 | 2015 BB245             | 28 de juny de 1995     | Kitt Peak            | Spacewatch                           |
| 433834 | 2015 BQ245             | 18 de desembre de 2003 | Kitt Peak            | Spacewatch                           |
| 433835 | 2015 BL248             | 9 de novembre de 2008  | Kitt Peak            | Spacewatch                           |
| 433836 | 2015 BO248             | 21 de maig de 2012     | Mount Lemmon         | Mt. Lemmon Survey                    |
| 433837 | 2015 BG249             | 9 de març de 2005      | Kitt Peak            | Spacewatch                           |
| 433838 | 2015 BO249             | 3 de març de 2000      | Socorro              | LINEAR                               |
| 433839 | 2015 BM250             | 27 de febrer de 2000   | Kitt Peak            | Spacewatch                           |
| 433840 | 2015 BU250             | 14 de febrer de 2004   | Kitt Peak            | Spacewatch                           |
| 433841 | 2015 BS251             | 27 de gener de 2007    | Kitt Peak            | Spacewatch                           |
| 433842 | 2015 BO252             | 2 de setembre de 2008  | Kitt Peak            | Spacewatch                           |
| 433843 | 2015 BA253             | 14 de maig de 2010     | WISE                 | WISE                                 |
| 433844 | 2015 BP261             | 24 de setembre de 2008 | Kitt Peak            | Spacewatch                           |
| 433845 | 2015 BZ261             | 15 de gener de 2004    | Kitt Peak            | Spacewatch                           |
| 433846 | 2015 BM262             | 11 d'abril de 2003     | Kitt Peak            | Spacewatch                           |
| 433847 | 2015 BQ269             | 27 de gener de 2007    | Mount Lemmon         | Mt. Lemmon Survey                    |
| 433848 | 2015 BH272             | 1 d'abril de 2005      | Kitt Peak            | Spacewatch                           |
| 433849 | 2015 BJ272             | 7 de setembre de 2008  | Mount Lemmon         | Mt. Lemmon Survey                    |
| 433850 | 2015 BJ274             | 27 de gener de 2006    | Kitt Peak            | Spacewatch                           |
| 433851 | 2015 BK274             | 23 de novembre de 2003 | Kitt Peak            | Spacewatch                           |
| 433852 | 2015 BO274             | 2 de juny de 2010      | WISE                 | WISE                                 |
| 433853 | 2015 BF276             | 20 de novembre de 2008 | Mount Lemmon         | Mt. Lemmon Survey                    |
| 433854 | 2015 BO276             | 29 de gener de 2009    | Mount Lemmon         | Mt. Lemmon Survey                    |
| 433855 | 2015 BD277             | 27 de febrer de 2006   | Kitt Peak            | Spacewatch                           |
| 433856 | 2015 BS277             | 12 de març de 2007     | Kitt Peak            | Spacewatch                           |
| 433857 | 2015 BX278             | 11 de febrer de 2004   | Anderson Mesa        | LONEOS                               |
| 433858 | 2015 BY278             | 23 de març de 2004     | Kitt Peak            | Spacewatch                           |
| 433859 | 2015 BD290             | 19 de febrer de 2004   | Socorro              | LINEAR                               |
| 433860 | 2015 BP291             | 22 de gener de 2010    | WISE                 | WISE                                 |
| 433861 | 2015 BT291             | 15 de març de 2010     | Mount Lemmon         | Mt. Lemmon Survey                    |
| 433862 | 2015 BV291             | 4 d'octubre de 2007    | Catalina             | CSS                                  |
| 433863 | 2015 BQ292             | 22 de desembre de 1995 | Kitt Peak            | Spacewatch                           |
| 433864 | 2015 BS293             | 9 de setembre de 2008  | Mount Lemmon         | Mt. Lemmon Survey                    |
| 433865 | 2015 BT294             | 12 de desembre de 2004 | Kitt Peak            | Spacewatch                           |
| 433866 | 2015 BV296             | 29 de març de 1997     | Xinglong             | Beijing Schmidt CCD Asteroid Program |
| 433867 | 2015 BP298             | 23 de maig de 2007     | Mount Lemmon         | Mt. Lemmon Survey                    |
| 433868 | 2015 BL301             | 28 de febrer de 2006   | Catalina             | CSS                                  |
| 433869 | 2015 BO307             | 13 de febrer de 2004   | Kitt Peak            | Spacewatch                           |
| 433870 | 2015 BU307             | 9 d'agost de 2013      | Kitt Peak            | Spacewatch                           |
| 433871 | 2015 BE308             | 21 d'octubre de 2006   | Mount Lemmon         | Mt. Lemmon Survey                    |
| 433872 | 2015 BP309             | 9 de desembre de 2004} | Kitt Peak            | Spacewatch                           |
| 433873 | 2015 BQ311             | 3 de juny de 2006      | Mount Lemmon         | Mt. Lemmon Survey                    |
| 433874 | 2015 BL319             | 1 de maig de 2006      | Kitt Peak            | Spacewatch                           |
| 433875 | 2015 BA324             | 22 d'abril de 2007     | Mount Lemmon         | Mt. Lemmon Survey                    |
| 433876 | 2015 BQ324             | 15 de novembre de 2006 | Kitt Peak            | Spacewatch                           |
| 433877 | 2015 BL325             | 10 de setembre de 2007 | Kitt Peak            | Spacewatch                           |
| 433878 | 2015 BY329             | 7 d'octubre de 2004    | Kitt Peak            | Spacewatch                           |
| 433879 | 2015 BT338             | 3 de març de 2006      | Mount Lemmon         | Mt. Lemmon Survey                    |
| 433880 | 2015 BG341             | 18 de desembre de 2004 | Mount Lemmon         | Mt. Lemmon Survey                    |
| 433881 | 2015 BD342             | 31 d'octubre de 2010   | Kitt Peak            | Spacewatch                           |
| 433882 | 2015 BY353             | 15 d'octubre de 2004   | Mount Lemmon         | Mt. Lemmon Survey                    |
| 433883 | 2015 BC356             | 31 de gener de 1995    | Kitt Peak            | Spacewatch                           |
| 433884 | 2015 BQ356             | 9 de febrer de 2010    | Kitt Peak            | Spacewatch                           |
| 433885 | 2015 BM359             | 3 de novembre de 2005  | Mount Lemmon         | Mt. Lemmon Survey                    |
| 433886 | 2015 BG391             | 17 d'octubre de 2006   | Mount Lemmon         | Mt. Lemmon Survey                    |
| 433887 | 2015 BC395             | 6 de desembre de 2005  | Kitt Peak            | Spacewatch                           |
| 433888 | 2015 BC396             | 4 de juny de 2005      | Kitt Peak            | Spacewatch                           |
| 433889 | 2015 BC401             | 11 de desembre de 2004 | Kitt Peak            | Spacewatch                           |
| 433890 | 2015 BO404             | 24 de desembre de 2005 | Kitt Peak            | Spacewatch                           |
| 433891 | 2015 BY404             | 8 de març de 2005      | Kitt Peak            | Spacewatch                           |
| 433892 | 2015 BX407             | 22 de gener de 2006    | Mount Lemmon         | Mt. Lemmon Survey                    |
| 433893 | 2015 BZ409             | 2 de setembre de 2008  | Kitt Peak            | Spacewatch                           |
| 433894 | 2015 BZ415             | 9 de març de 2005      | Mount Lemmon         | Mt. Lemmon Survey                    |
| 433895 | 2015 BY421             | 5 d'abril de 2000      | Kitt Peak            | Spacewatch                           |
| 433896 | 2015 BN422             | 13 de març de 2007     | Kitt Peak            | Spacewatch                           |
| 433897 | 2015 BC424             | 17 de març de 2005     | Kitt Peak            | Spacewatch                           |
| 433898 | 2015 BG429             | 14 de desembre de 2004 | Kitt Peak            | Spacewatch                           |
| 433899 | 2015 BW438             | 9 de març de 2005      | Mount Lemmon         | Mt. Lemmon Survey                    |
| 433900 | 2015 BJ439             | 11 de febrer de 2004   | Kitt Peak            | Spacewatch                           |

## 433901– 434000
| Nom    | Designació provisional | Data de descobriment   | Lloc de descobriment | Descobridor/s                                             |
| ------ | ---------------------- | ---------------------- | -------------------- | --------------------------------------------------------- |
| 433901 | 2015 BN440             | 12 de març de 2007     | Kitt Peak            | Spacewatch                                                |
| 433902 | 2015 BN444             | 4 de novembre de 2004  | Socorro              | LINEAR                                                    |
| 433903 | 2015 BA450             | 5 de desembre de 2008  | Mount Lemmon         | Mt. Lemmon Survey                                         |
| 433904 | 2015 BB454             | 1 d'octubre de 2003    | Kitt Peak            | Spacewatch                                                |
| 433905 | 2015 BC455             | 27 de gener de 2006    | Kitt Peak            | Spacewatch                                                |
| 433906 | 2015 BT460             | 18 de desembre de 2009 | Mount Lemmon         | Mt. Lemmon Survey                                         |
| 433907 | 2015 BB462             | 24 d'abril de 2007     | Kitt Peak            | Spacewatch                                                |
| 433908 | 2015 BW467             | 9 d'agost de 2013      | Catalina             | CSS                                                       |
| 433909 | 2015 BP468             | 11 d'octubre de 2007   | Kitt Peak            | Spacewatch                                                |
| 433910 | 2015 BE469             | 2 de febrer de 2005    | Kitt Peak            | Spacewatch                                                |
| 433911 | 2015 BE482             | 18 d'octubre de 2009   | Mount Lemmon         | Mt. Lemmon Survey                                         |
| 433912 | 2015 BO493             | 16 de gener de 2005    | Kitt Peak            | Spacewatch                                                |
| 433913 | 2015 BL497             | 22 de juliol de 1995   | Kitt Peak            | Spacewatch                                                |
| 433914 | 2015 BX497             | 22 de novembre de 2005 | Kitt Peak            | Spacewatch                                                |
| 433915 | 2015 BB498             | 12 de febrer de 2004   | Kitt Peak            | Spacewatch                                                |
| 433916 | 2015 BE498             | 2 de febrer de 2005    | Kitt Peak            | Spacewatch                                                |
| 433917 | 2015 BQ507             | 12 de setembre de 2007 | Mount Lemmon         | Mt. Lemmon Survey                                         |
| 433918 | 2015 BN508             | 26 d'abril de 1993     | Kitt Peak            | Spacewatch                                                |
| 433919 | 2015 BZ511             | 17 de juny de 2006     | Kitt Peak            | Spacewatch                                                |
| 433920 | 2015 BG512             | 2 d'octubre de 2008    | Mount Lemmon         | Mt. Lemmon Survey                                         |
| 433921 | 2015 CM1               | 6 de juliol de 1997    | Kitt Peak            | Spacewatch                                                |
| 433922 | 2015 CP1               | 1 d'octubre de 2003    | Kitt Peak            | Spacewatch                                                |
| 433923 | 2015 CU1               | 20 de febrer de 2006   | Catalina             | CSS                                                       |
| 433924 | 2015 CX1               | 24 de desembre de 2005 | Kitt Peak            | Spacewatch                                                |
| 433925 | 2015 CX2               | 2 de setembre de 2013  | Mount Lemmon         | Mt. Lemmon Survey                                         |
| 433926 | 2015 CZ3               | 20 de febrer de 2006   | Mount Lemmon         | Mt. Lemmon Survey                                         |
| 433927 | 2015 CL4               | 17 de febrer de 2004   | Kitt Peak            | Spacewatch                                                |
| 433928 | 2015 CO4               | 29 de febrer de 2004   | Kitt Peak            | Spacewatch                                                |
| 433929 | 2015 CZ8               | 26 de setembre de 2008 | Kitt Peak            | Spacewatch                                                |
| 433930 | 2015 CC18              | 15 de març de 2004     | Kitt Peak            | Spacewatch                                                |
| 433931 | 2015 CS20              | 5 d'octubre de 2002    | Kitt Peak            | Spacewatch                                                |
| 433932 | 2015 CQ22              | 24 d'agost de 2001     | Kitt Peak            | Spacewatch                                                |
| 433933 | 2015 CB23              | 4 de maig de 2005      | Catalina             | CSS                                                       |
| 433934 | 2015 CP32              | 14 de febrer de 2002   | Kitt Peak            | Spacewatch                                                |
| 433935 | 2015 CJ56              | 10 de març de 2002     | Kitt Peak            | Spacewatch                                                |
| 433936 | 2015 DX75              | 16 de febrer de 2004   | Kitt Peak            | Spacewatch                                                |
| 433937 | 4216 P-L               | 24 de setembre de 1960 | Palomar              | van Houten, C. J., van Houten-Groeneveld, I., Gehrels, T. |
| 433938 | 1994 UN10              | 29 d'octubre de 1994   | Kitt Peak            | Spacewatch                                                |
| 433939 | 1995 DW1               | 25 de febrer de 1995   | Kitt Peak            | Spacewatch                                                |
| 433940 | 1995 QX9               | 18 d'agost de 1995     | Siding Spring        | McNaught, R. H.                                           |
| 433941 | 1995 SK10              | 17 de setembre de 1995 | Kitt Peak            | Spacewatch                                                |
| 433942 | 1995 SY11              | 18 de setembre de 1995 | Kitt Peak            | Spacewatch                                                |
| 433943 | 1995 SR39              | 25 de setembre de 1995 | Kitt Peak            | Spacewatch                                                |
| 433944 | 1995 SR52              | 29 de setembre de 1995 | Kitt Peak            | Spacewatch                                                |
| 433945 | 1995 SU76              | 20 de setembre de 1995 | Kitt Peak            | Spacewatch                                                |
| 433946 | 1995 UP9               | 16 d'octubre de 1995   | Kitt Peak            | Spacewatch                                                |
| 433947 | 1995 UZ12              | 17 d'octubre de 1995   | Kitt Peak            | Spacewatch                                                |
| 433948 | 1996 AF7               | 12 de gener de 1996    | Kitt Peak            | Spacewatch                                                |
| 433949 | 1996 MG                | 17 de juny de 1996     | Kitt Peak            | Spacewatch                                                |
| 433950 | 1997 HK2               | 29 d'abril de 1997     | Kitt Peak            | Spacewatch                                                |
| 433951 | 1997 HM12              | 30 d'abril de 1997     | Socorro              | LINEAR                                                    |
| 433952 | 1997 WW6               | 23 de novembre de 1997 | Kitt Peak            | Spacewatch                                                |
| 433953 | 1997 XR2               | 4 de desembre de 1997  | Socorro              | LINEAR                                                    |
| 433954 | 1998 HD136             | 20 d'abril de 1998     | Socorro              | LINEAR                                                    |
| 433955 | 1998 RM9               | 13 de setembre de 1998 | Kitt Peak            | Spacewatch                                                |
| 433956 | 1998 SH155             | 26 de setembre de 1998 | Socorro              | LINEAR                                                    |
| 433957 | 1998 VF19              | 10 de novembre de 1998 | Socorro              | LINEAR                                                    |
| 433958 | 1998 VN41              | 14 de novembre de 1998 | Kitt Peak            | Spacewatch                                                |
| 433959 | 1999 FQ19              | 22 de març de 1999     | Socorro              | LINEAR                                                    |
| 433960 | 1999 JU6               | 12 de maig de 1999     | Socorro              | LINEAR                                                    |
| 433961 | 1999 RL41              | 13 de setembre de 1999 | Socorro              | LINEAR                                                    |
| 433962 | 1999 RE206             | 8 de setembre de 1999  | Socorro              | LINEAR                                                    |
| 433963 | 1999 RC253             | 8 de setembre de 1999  | Socorro              | LINEAR                                                    |
| 433964 | 1999 RG259             | 14 de setembre de 1999 | Socorro              | LINEAR                                                    |
| 433965 | 1999 SD10              | 15 de juny de 1999     | Socorro              | LINEAR                                                    |
| 433966 | 1999 TV29              | 4 d'octubre de 1999    | Socorro              | LINEAR                                                    |
| 433967 | 1999 TK49              | 4 d'octubre de 1999    | Kitt Peak            | Spacewatch                                                |
| 433968 | 1999 TY57              | 6 d'octubre de 1999    | Kitt Peak            | Spacewatch                                                |
| 433969 | 1999 TD73              | 10 d'octubre de 1999   | Kitt Peak            | Spacewatch                                                |
| 433970 | 1999 TS115             | 4 d'octubre de 1999    | Socorro              | LINEAR                                                    |
| 433971 | 1999 TT129             | 6 d'octubre de 1999    | Socorro              | LINEAR                                                    |
| 433972 | 1999 TT153             | 7 d'octubre de 1999    | Socorro              | LINEAR                                                    |
| 433973 | 1999 TQ218             | 15 d'octubre de 1999   | Socorro              | LINEAR                                                    |
| 433974 | 1999 TX261             | 13 d'octubre de 1999   | Socorro              | LINEAR                                                    |
| 433975 | 1999 TZ317             | 12 d'octubre de 1999   | Kitt Peak            | Spacewatch                                                |
| 433976 | 1999 UV14              | 29 d'octubre de 1999   | Catalina             | CSS                                                       |
| 433977 | 1999 UU49              | 3 d'octubre de 1999    | Catalina             | CSS                                                       |
| 433978 | 1999 VS41              | 9 d'octubre de 1999    | Socorro              | LINEAR                                                    |
| 433979 | 1999 VM64              | 4 de novembre de 1999  | Socorro              | LINEAR                                                    |
| 433980 | 1999 VN88              | 4 de novembre de 1999  | Socorro              | LINEAR                                                    |
| 433981 | 1999 VP141             | 10 de novembre de 1999 | Kitt Peak            | Spacewatch                                                |
| 433982 | 1999 VN155             | 9 de novembre de 1999  | Socorro              | LINEAR                                                    |
| 433983 | 1999 VB161             | 14 de novembre de 1999 | Socorro              | LINEAR                                                    |
| 433984 | 1999 VK206             | 12 de novembre de 1999 | Socorro              | LINEAR                                                    |
| 433985 | 1999 XT139             | 3 de desembre de 1999  | Kitt Peak            | Spacewatch                                                |
| 433986 | 1999 XB236             | 8 d'octubre de 1999    | Socorro              | LINEAR                                                    |
| 433987 | 1999 XR252             | 12 de desembre de 1999 | Kitt Peak            | Spacewatch                                                |
| 433988 | 1999 YK23              | 9 de desembre de 1999  | Kitt Peak            | Spacewatch                                                |
| 433989 | 2000 AZ213             | 6 de gener de 2000     | Kitt Peak            | Spacewatch                                                |
| 433990 | 2000 EX188             | 11 de febrer de 2000   | Kitt Peak            | Spacewatch                                                |
| 433991 | 2000 GR97              | 27 de març de 2000     | Anderson Mesa        | LONEOS                                                    |
| 433992 | 2000 HD74              | 30 d'abril de 2000     | Anderson Mesa        | LONEOS                                                    |
| 433993 | 2000 LY23              | 8 de juny de 2000      | Socorro              | LINEAR                                                    |
| 433994 | 2000 QH94              | 26 d'agost de 2000     | Socorro              | LINEAR                                                    |
| 433995 | 2000 RK106             | 4 de setembre de 2000  | Anderson Mesa        | LONEOS                                                    |
| 433996 | 2000 SA9               | 23 de setembre de 2000 | Socorro              | LINEAR                                                    |
| 433997 | 2000 SH52              | 23 de setembre de 2000 | Socorro              | LINEAR                                                    |
| 433998 | 2000 SS91              | 23 de setembre de 2000 | Socorro              | LINEAR                                                    |
| 433999 | 2000 SZ199             | 24 de setembre de 2000 | Socorro              | LINEAR                                                    |
| 434000 | 2000 SZ223             | 27 de setembre de 2000 | Socorro              | LINEAR                                                    |